# Transilien
Transilien est le nom du réseau de trains de banlieue et de tram-trains exploité par la SNCF, organisé par Île-de-France Mobilités, et desservant principalement l'Île-de-France. La zone couverte ne correspond pas exactement aux limites administratives de la région : les trains desservent aussi plusieurs gares situées en Normandie, dans les Hauts-de-France et en région Centre-Val de Loire. A contrario, quelques gares situées aux marges de la région ne sont pas desservies par le réseau, mais uniquement par les trains express régionaux (TER) des régions voisines. Il est l'héritier des trains de banlieue qui existaient depuis la fin du XIXe siècle.
Transilien exploite conjointement avec la Régie autonome des transports parisiens (RATP) les deux premières lignes du réseau express régional d'Île-de-France (RER) : la ligne A et la ligne B. Transilien exploite également les trois autres lignes de ce réseau : la ligne C, la ligne D et la ligne E. Le réseau express régional d'Île-de-France (RER) traverse de part en part le sous-sol parisien (« traversée » seulement depuis 2024 pour ce qui est de la ligne E).
Ce réseau comprend aussi quatorze autres lignes « Transilien » non-RER (lignes H, J, K, L, N, P, R, U, V, T4, T11, T12, T13 et T14), qui partent et aboutissent dans les grandes gares parisiennes, à l'exception de la ligne U qui relie la communauté d'agglomération de Saint-Quentin-en-Yvelines au quartier d'affaires de La Défense, de la ligne V, qui relie les gares de Massy - Palaiseau et de Versailles-Chantiers en suivant, en partie, la vallée de la Bièvre et des cinq lignes de tramway.
Le nom « Transilien », au même titre que « TER » ou « TGV », est une marque commerciale appartenant à la SNCF.
Créé le 20 septembre 1999 et inauguré le même jour en gare d'Asnières-sur-Seine, le réseau est dirigé entre 2014 et 2020 par Alain Krakovitch et entre 2020 et 2023 par Sylvie Charles. Le réseau est dirigé depuis août 2023 par Alain Ribat.
Ce réseau concerne exclusivement l'exploitation et la maintenance des trains de voyageurs, ainsi que la gestion de la vente et des services en gare. De ce fait, les lignes ferroviaires dont l'exploitation est réalisée par la RATP (la majeure partie des lignes A et B du RER) ne font pas partie du réseau Transilien. Le réseau de voies ferrées, qui est la propriété de la SNCF, est également emprunté par des trains de voyageurs de grandes lignes, y compris TGV et Intercités, par d'autres opérateurs de transport ( Eurostar, Venise-Simplon-Orient-Express, etc.) et par des trains de marchandises.

## Histoire

### Apparition des trains de banlieue

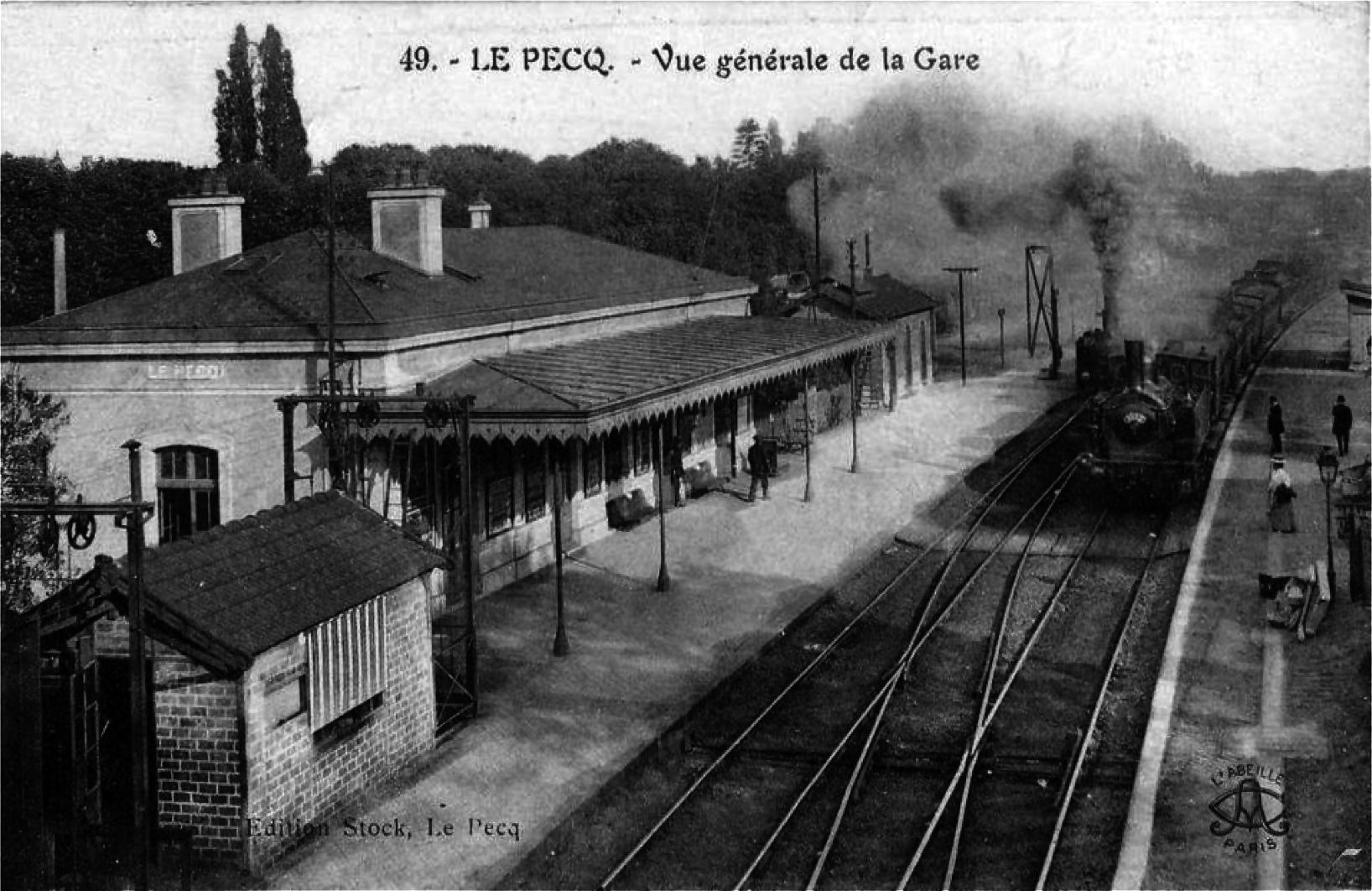
Gare du Pecq, vers 1900, avec le bâtiment voyageurs de 1847.

La première ligne de la banlieue parisienne est ouverte le 26 août 1837 entre Paris (gare Saint-Lazare) et Saint-Germain-en-Laye. Elle s’arrête provisoirement au Pecq. Cette ligne est transférée à la RATP le 1er octobre 1972 à l'occasion de la mise en service du RER A. Son succès immédiat amène la création de nombreuses lignes, avant tout destinées à relier les principales villes de France. La desserte de banlieue demeure longtemps marginale pour les grandes compagnies, à l'exception de l'Ouest, où plusieurs lignes courtes et traversant des secteurs résidentiels voient leur trafic local fortement augmenter. La création des abonnements ouvriers marque une forte progression du trafic, et surtout, les débuts de l'urbanisation massive de la périphérie parisienne, avec le phénomène des travailleurs migrants[réf. nécessaire].

### Influence des lignes sur l'urbanisation autour de Paris
L'augmentation du coût du logement consécutif aux grands travaux Haussmanniens et les conditions d'hygiène à l'intérieur de Paris ont incité des ouvriers, puis des employés travaillant dans la capitale à aller vivre dans la banlieue campagnarde. Les trains de banlieue leur ont permis et leur permettent encore de rallier leur emploi à l'intérieur de l'Île-de-France.
Les cartes topographiques successives de l'IGN français montrent l'urbanisation de la banlieue parisienne au fil des décennies près des gares des lignes de banlieue. Dans la région, en particulier au sud de la capitale, ces lignes suivent le fond des vallées car la traction à vapeur ne supportait pas les fortes rampes : l'urbanisation des plateaux a lieu plus tard avec l'avènement de l'automobile pour le grand public pendant la seconde moitié du XXe siècle. L'automobile permet soit de se rendre directement au travail, soit de pouvoir habiter à distance de la gare, là où les prix des terrains et les loyers sont moins élevés qu'à proximité immédiate des gares.
Les géographes emploient parfois des expressions imagées pour qualifier ces deux périodes : l'urbanisation se fait en « doigts de gant » le long des lignes de trains de banlieue, la paume du gant étant à Paris, puis en « tache d'huile » avec l'automobile qui permet d'habiter un peu plus loin de la gare.

### Après-guerre
En 1938, la nouvelle SNCF exploite les lignes et matériels disparates légués par les grandes compagnies. Si l'Ouest apparaît comme très favorisé, avec ses lignes électrifiées et son matériel automoteur performant, le reste du réseau est encore très éloigné de ces normes. Durant la Seconde Guerre mondiale, le trafic est fortement désorganisé et limité de façon drastique. Les bombardements détruisent des dépôts et une partie du matériel roulant. Les conditions de transports sont particulièrement éprouvantes, et le demeurent plusieurs années après la fin du conflit, période où de nombreux ouvrages sont à reconstruire. Le mauvais souvenir de ces années difficiles, et la multiplication des transports individuels, permis par la très forte croissance du nombre d'automobiles, réduisent le trafic, qui connaît une régression de 1946 à 1958, et un creux entre 1952 et 1958[réf. nécessaire].

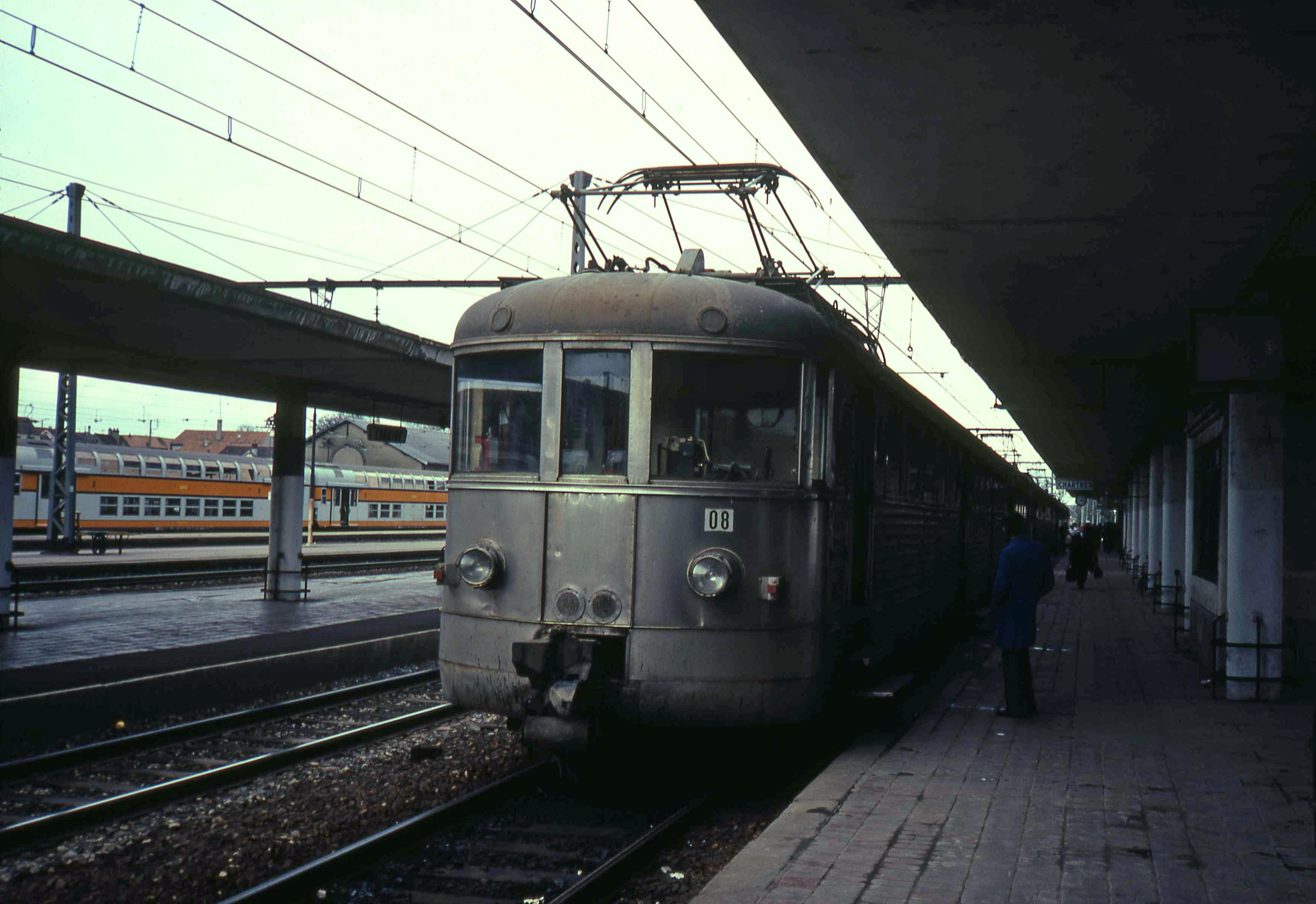
Une rame Z 3700 en gare de Chartres, en avril 1981.

De 1959 à 1969, les grandes électrifications permettent d'amorcer la modernisation progressive du réseau ferré. Parmi les résultats, la disparition définitive en banlieue de la traction vapeur en 1970.
Par ailleurs, la multiplication des encombrements automobiles, conjuguée à la modernisation du réseau, amènent le retour de la croissance du trafic. 
De 1969 à 1988, l'avènement du RER provoque une évolution radicale de l'image des transports ferrés. La ligne A du RER connaît une progression spectaculaire de son trafic, qui la conduit au point de saturation en moins de dix ans.
Le 1er septembre 1999, la première classe est supprimée dans tous les trains du réseau de banlieue, ainsi que dans le RER. Elle ne représentait à l'époque que 1 % des voyageurs. Elle l'avait déjà été dans le métro de Paris en 1991.

### Label Transilien devenu une simple marque

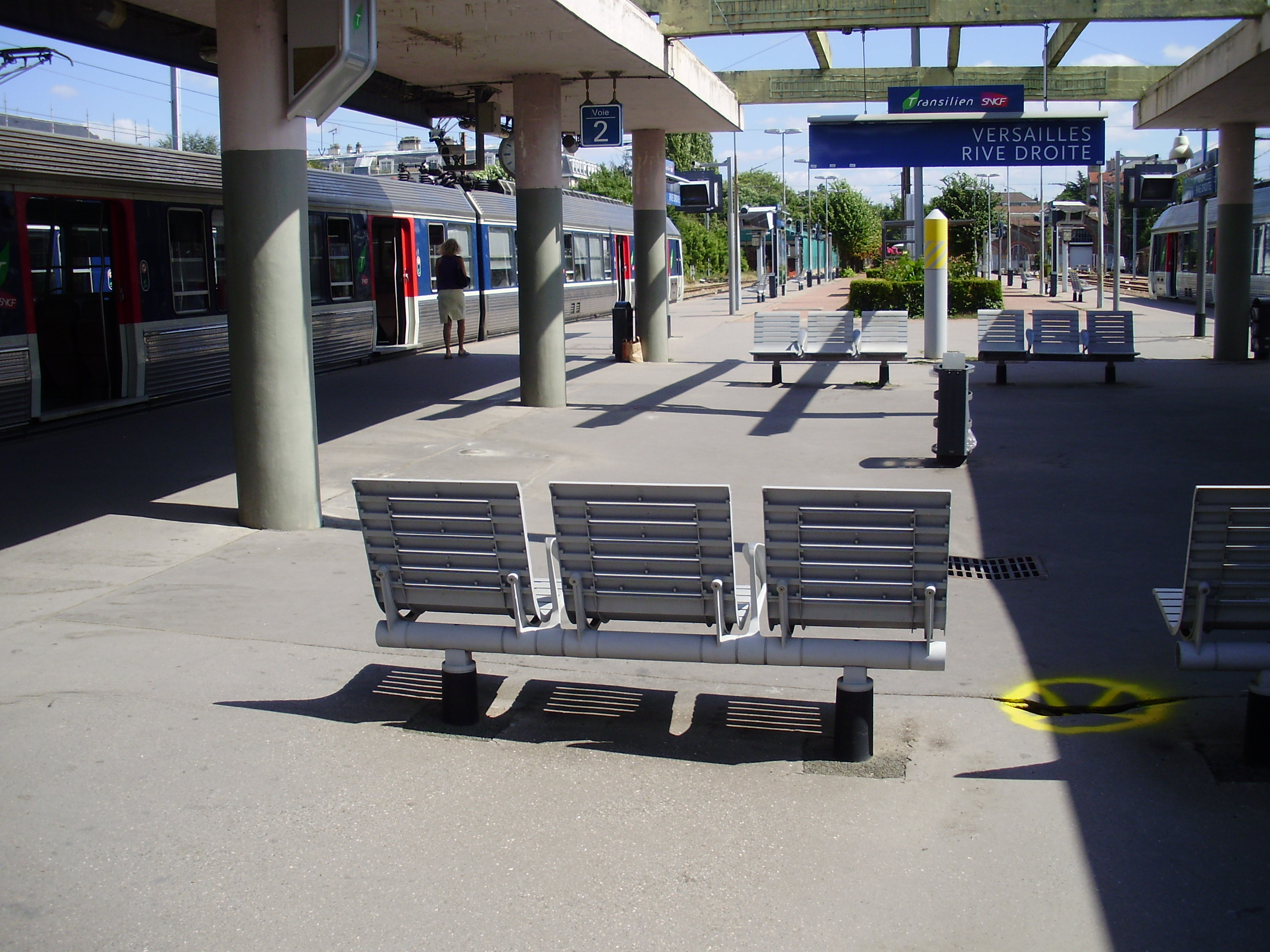
Mobiliers et signalétiques en gare de Versailles-Rive-Droite, en août 2010.

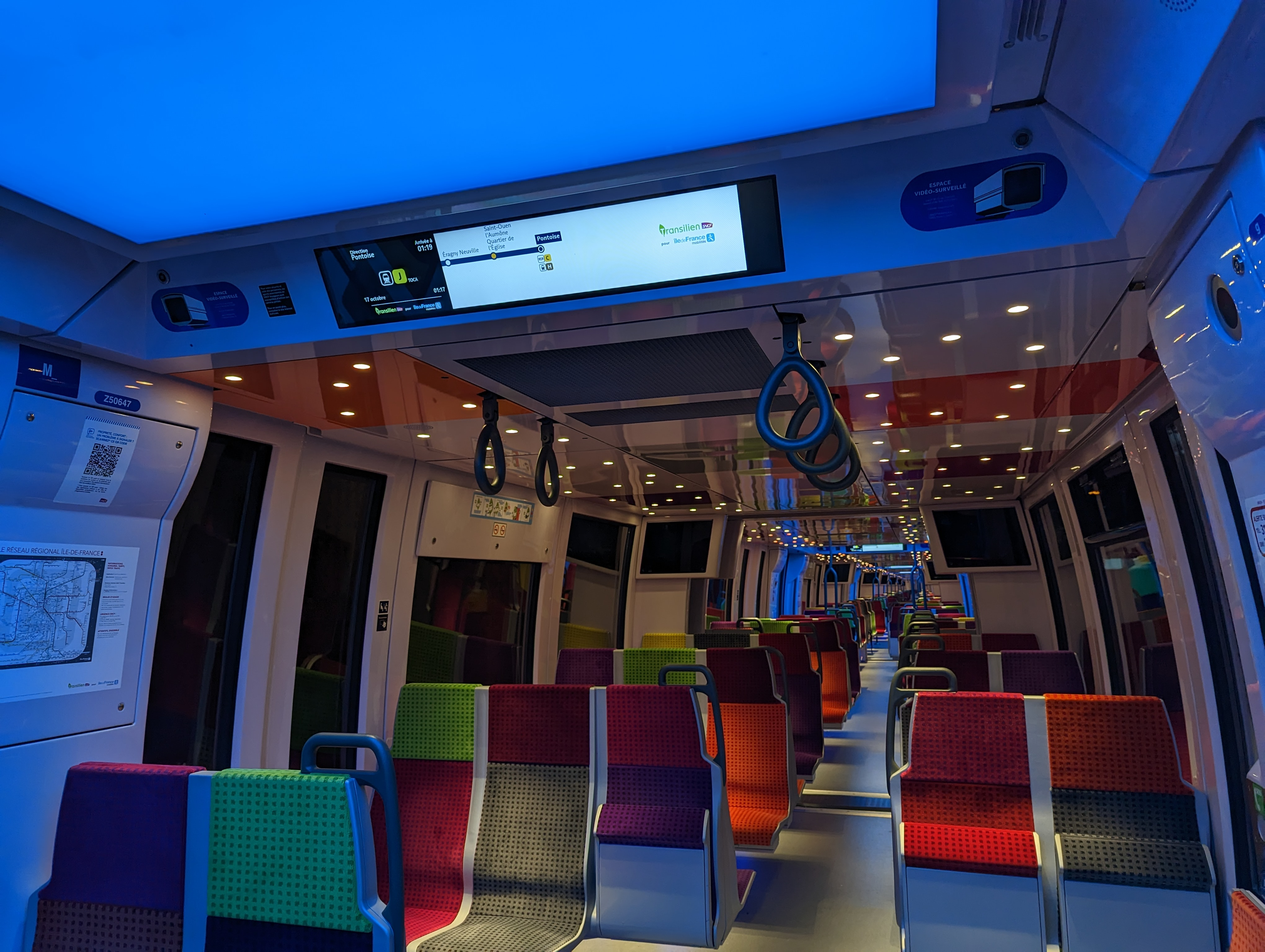
Intérieur d'une rame Z 50000 labellisée Transilien.

Le réseau SNCF des trains de banlieue réagit à une connotation négative de matériel roulant vétuste, de retards chroniques et de gares peu accueillantes en mettant au point une norme minimale d'aménagement et de rénovation des gares et du matériel roulant, complétée par un label pour la caractériser de manière visible auprès du grand public. 
Après recherche d'un nom identifiant immédiatement le réseau de banlieue, comme TER Île-de-France, Citélien, voire la généralisation du nom RER, c'est finalement celui de Transilien qui est retenu et présenté officiellement le 20 septembre 1999. 
Un cahier des charges est mis au point : les gares doivent respecter des critères minimums de confort et de modernisation afin d'obtenir le label. 
La SNCF ne pouvant s'attribuer elle-même un label, il s’agira finalement d’une simple marque commerciale, à l'image du TGV, du TER ou de Intercités.
La marque LE TRANSILIEN est déposée à l'Institut national de la propriété industrielle (Inpi) le 2 avril 1999 et les marques TRANCILIEN et TRANSILIEN le 29 avril 1999.
La modernisation du matériel est nettement plus coûteuse et n'est engagée que plus progressivement. La première rame équipée de ce label est la Z 6435/6 de la série Z 6400.

### Identité visuelle
L'identité visuelle de Transilien s'est toujours accompagnée de deux logos : une version complète avec la mention Transilien en entier, et une version simplifiée.
Depuis 2020, le logo en version complète est parfois accompagné de l'autorité organisatrice Île-de-France Mobilités.

Logos simplifiés
Logo de 1999 à 2005.
Logo de 2005 à 2011.
Logo de 2019 à 2023.
Logo depuis 2023.

Logos complets
Logo de 1999 à 2005.
Logo de 2005 à 2011.
Logo de 2011 à 2019.
Logo de 2019 à 2023.
Logo depuis 2023.

Logos complets avec autorité organisatrice
Logo de 2020 à 2023.
Logo depuis 2023.

### Dénomination des lignes non-RER

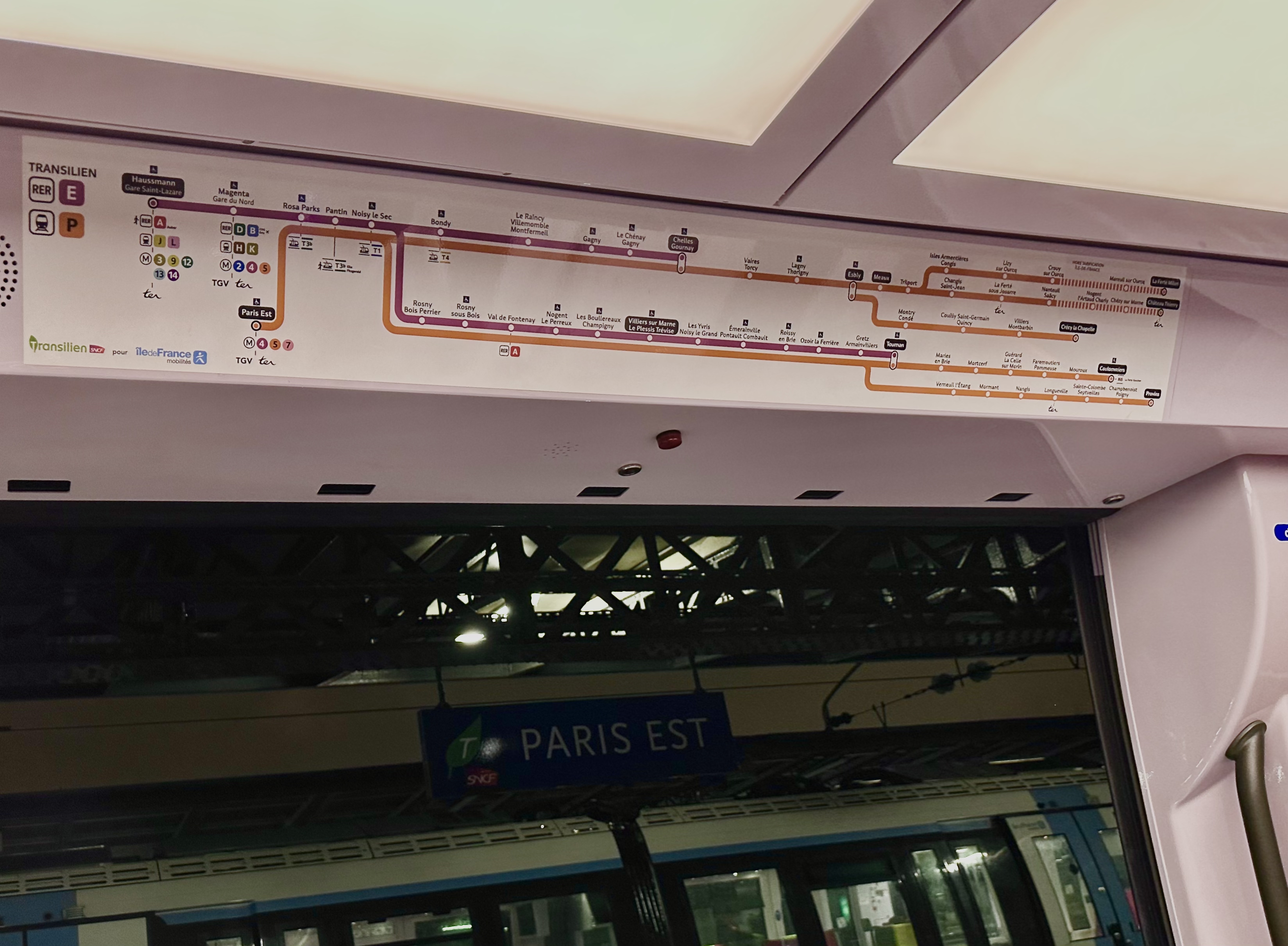
Plan de la ligne E du RER d'Île-de-France et de la ligne P du Transilien à l'intérieur d'une rame Z 50000 (Francilien), en décembre 2022.

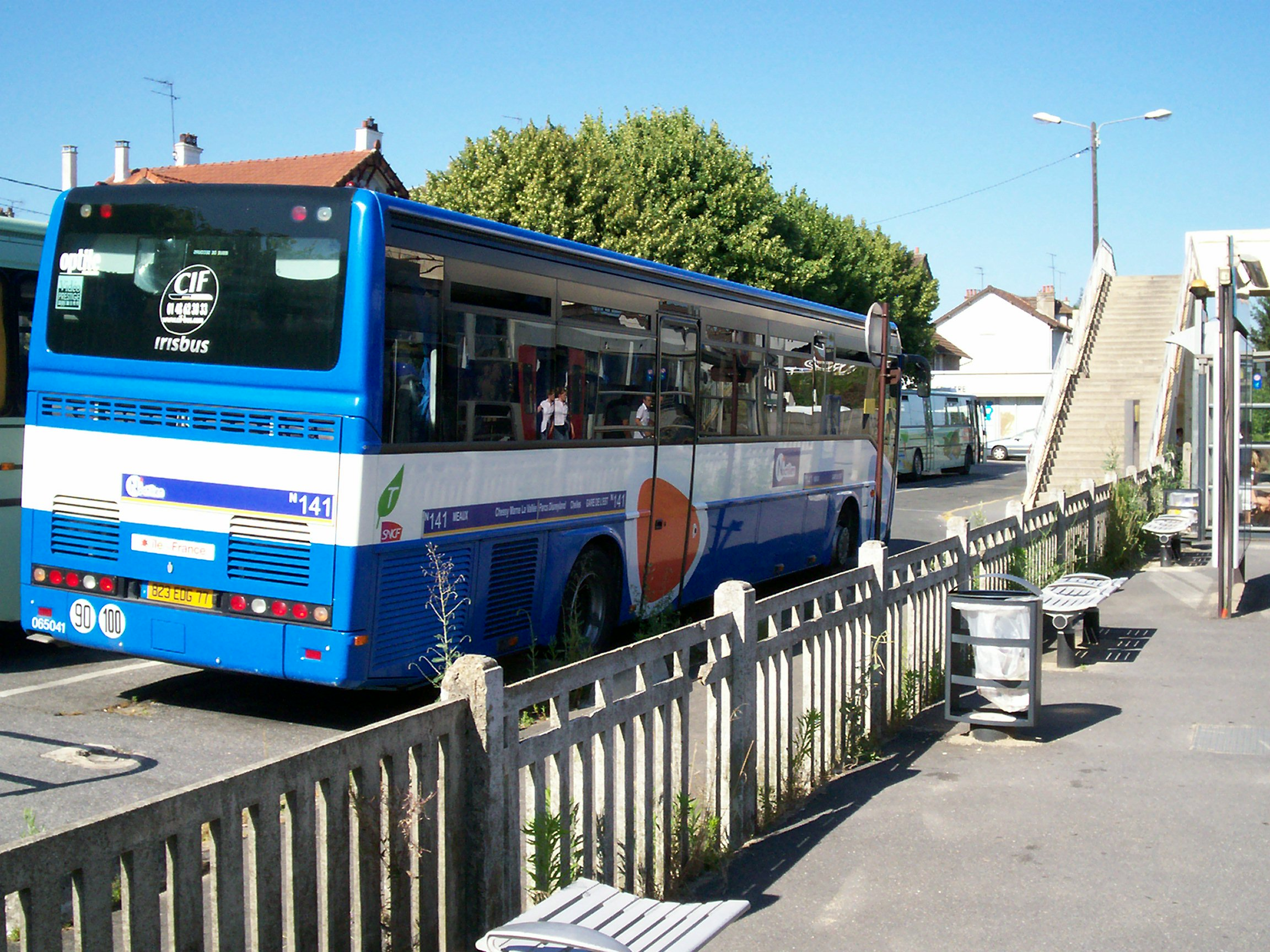
Un car SNCF Transilien de la ligne P en gare d'Esbly.

En 2001, la société nationale élabore une nomenclature afin de désigner les lignes Transilien non RER. Celle-ci est mise à la connaissance de la clientèle, par le biais de la publication de l'édition 2001 du plan du réseau ferré francilien, uniquement sur la version affichée en gare. Elle institue cinq lignes non RER, les lignes F, G, H, J et K, qui correspondent aux cinq réseaux ferroviaires franciliens :
| Nomenclature 2001 | Réseau Transilien |
| ----------------- | ----------------- |
| Ligne F           | Saint-Lazare      |
| Ligne G           | Montparnasse      |
| Ligne H           | Nord              |
| Ligne J           | Est               |
| Ligne K           | Lyon              |

Fin 2004, la nomenclature des lignes Transilien est remaniée. Elle n'abandonne le principe d'une ligne pour un réseau que pour les lignes F (Saint-Lazare) et H (Nord) chacune subdivisées en deux nouvelles lignes : la ligne « F » donne naissance aux lignes « J » et « L » et la ligne « H » aux lignes « H » et « K ». Elle permet également de mettre en valeur la relation tangentielle La Défense – La Verrière créée en 1995, en la faisant devenir une ligne à part entière, la ligne « U ». Cette nouvelle nomenclature, toujours en vigueur en 2016, institue huit des 13 lignes non RER du réseau Transilien actuel :
| Nomenclature 2004 | Anciennement      | Précisions |
| ----------------- | ----------------- | --- |
| Ligne H           | Ligne H           | De Paris-Nord à Luzarches, Pontoise et Persan - Beaumont (via Montsoult - Maffliers et Valmondois) + branche transversale reliant Pontoise à Creil (via Valmondois et Persan - Beaumont) |
| Ligne J           | Ligne F           | Groupes IV, V et VI du réseau Transilien Paris Saint-Lazare |
| Ligne K           | Ligne H           | De Paris-Nord à Crépy-en-Valois |
| Ligne L           | Ligne F           | Groupes II et III du réseau Transilien Paris Saint-Lazare |
| Ligne N           | Ligne G           | De Paris-Montparnasse à Mantes-la-Jolie, Dreux et Rambouillet |
| Ligne P           | Ligne J           | De Paris-Est à Château-Thierry et La Ferté-Milon (via Meaux), à Provins et Coulommiers + navette ferroviaire entre Esbly et Crécy-la-Chapelle                                            |
| Ligne R           | Ligne K           | De Paris-Gare-de-Lyon à Montereau et Montargis (via Melun et Fontainebleau - Avon) + navette de Melun à Montereau (via Champagne-sur-Seine)                                              |
| Ligne U           | Ligne F / Ligne G | Liaison La Verrière – La Défense |

Le 20 novembre 2006, la 9e ligne non RER du réseau Transilien est mise en service : il s'agit de la ligne de tram-train T4 qui relie Aulnay-sous-Bois à Bondy, en Seine-Saint-Denis.
Le 1er juillet 2017, la 10e ligne non RER du réseau Transilien est mise en service : il s'agit de la ligne de tram-train T11 qui relie Épinay-sur-Seine au Bourget, en Seine-Saint-Denis.
Le 6 juillet 2022, la 11e ligne non RER du réseau Transilien est mise en service : il s'agit de la ligne de tram-train T13 qui relie Saint-Germain-en-Laye à Saint-Cyr, dans les Yvelines.
Le 4 décembre 2023, la 12e ligne non RER du réseau Transilien est mise en service : il s'agit de la ligne V du Transilien qui relie Versailles-Chantiers à Massy - Palaiseau.
Le 10 décembre 2023, la 13e ligne non RER du réseau Transilien est mise en service : il s'agit de la ligne de tram-train T12 qui relie Massy - Palaiseau à Évry-Courcouronnes, dans l'Essonne.
Le 22 mars 2025, la 14e ligne non RER du réseau Transilien est mise en service : il s'agit de la ligne de tram-train T14 qui relie Esbly à Crécy-la-Chapelle, en Seine-et-Marne.
Les lettres I, M, O, Q, S, T n'ont pas été utilisées pour des raisons pratiques (I ressemblant trop au chiffre 1, O et Q pouvant être confondues, S étant réservée, et M et T étant réservées au métro et au tram).

## Réseau actuel

### Présentation
| |  |  |
| Ancien logo des lignes Transilien non-RER utilisé par la SNCF (à gauche) et celui utilisé par la RATP (à droite). |  |  |

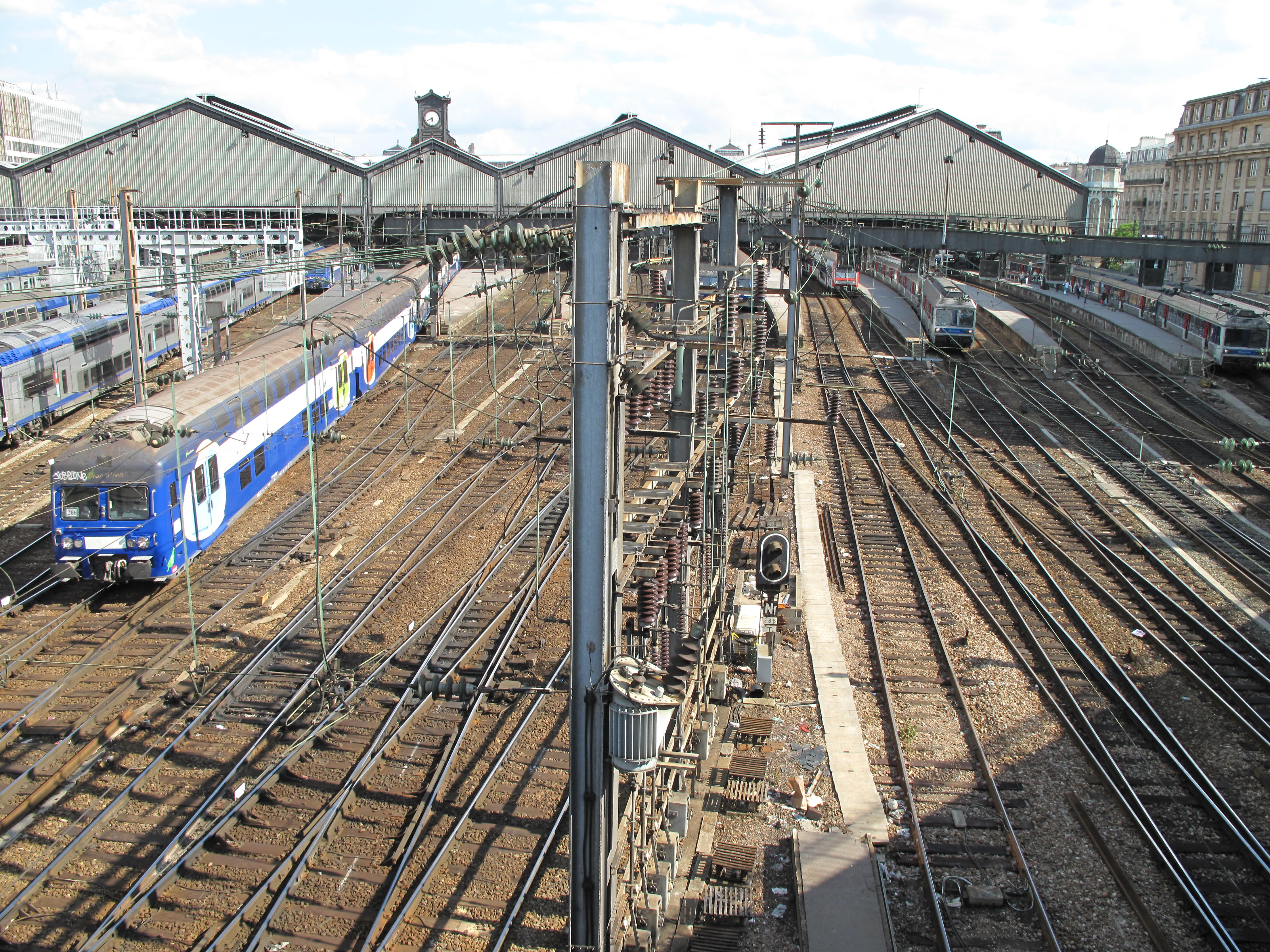
Vue des voies affectées aux lignes Transilien de la gare Saint-Lazare, depuis la place de l'Europe, en juin 2009.

Le Transilien est divisé en cinq « régions » (qui sont des unités géographiques propres à la SNCF et différentes des régions administratives de l'État français), elles-mêmes réparties en lignes, désignées par une lettre, au même titre que le RER. Ces cinq « régions » sont Paris Nord, Paris Est, Paris Sud-Est, Paris Rive-Gauche et Paris Saint-Lazare. Leur exploitation est complexe car les lignes, le matériel et les installations présentent des caractéristiques techniques diverses, notamment :
- coexistence de postes d'aiguillage de différents types ;
- alimentation électrique différente sur certains réseaux ;
- sections de lignes situées en grande banlieue, voire hors Île-de-France, ce qui multiplie les « missions » des trains ;
- exploitation en terminus des grandes gares parisiennes ;
- exploitation en terminus/origine/passage avec desserte/sans desserte de certaines gares du réseau ;
- exploitation en zones concentriques ;
- forte densité de circulation ;
- mixité des trafics : TER, Intercités (train circulant entre plusieurs régions), Grandes Lignes de SNCF-Voyages (ex-VFE), Transilien, RER, Fret, et même TGV, ne permettant pas toujours au réseau de séparer tous les flux.

Les circulations Transilien représentent 75 % du trafic ferroviaire de la région, les 25 % restants se répartissant entre trains de grandes lignes dont TGV, Transport express régional du bassin parisien, et trains de marchandises.
L'importance de ce réseau est visible lors des grèves ponctuelles du personnel de la SNCF ou lorsque des incidents techniques graves perturbent le réseau. Des milliers d'usagers réguliers du train parviennent en retard chez leurs employeurs, voire décident de ne pas s'y rendre en cas de grève.

Carte des infrastructures ferroviaires en Île-de-France en 2020.

Compte tenu de l'extension géographique des lignes, leur exploitation se fait par zones concentriques, en général au nombre de trois, les trains à destination des zones les plus éloignées étant directs ou semi-directs à la traversée des zones proches de Paris. Ce système d'exploitation permet de mieux équilibrer l'occupation des trains et de raccourcir les temps de parcours vers les gares plus éloignées. Toutefois ce schéma, qui a fait ses preuves depuis la modernisation du réseau Ouest par Raoul Dautry au cours des années 1920, est progressivement remis en cause par Île-de-France Mobilités (ex-STIF), autorité organisatrice du réseau composée d'élus locaux. Une amélioration de la desserte de la petite couronne parisienne est progressivement mise en place en rendant omnibus un nombre croissant de trains, faute de sillons disponibles pour créer de nouvelles dessertes, au détriment des habitants de la grande couronne qui voient leurs trajets s'allonger en conséquence[réf. nécessaire].

### Caractéristiques
En 2010, le réseau ferroviaire francilien (hors lignes RATP) compte 3 783 kilomètres de voies, plus de 400 gares et près de 500 passages à niveau. Ce réseau, qui représente un peu plus de 10 % du réseau ferré national (30 000 km de voies), voit circuler quotidiennement 7 500 trains, soit le tiers du trafic ferroviaire en France. Les trains dits "Transilien" transportent au total 2,7 millions de voyageurs quotidiens en 2010, valeur atteignant 2,9 millions en 2012 contre 800 000 voyageurs pour l'ensemble du trafic TER en France. Sur l'ensemble de ces circulations, 6 200 trains de banlieue (soit environ 80 % du trafic régional), dits Transilien, circulent chaque jour ouvrable, ce qui est proche du nombre total de trains TER circulant dans toutes les autres régions de France, au nombre de 6 300 par jour. Les déplacements sont à 60 % liés à l'activité professionnelle, mais cette part ne cesse de diminuer au fil des ans au profit des déplacements motivés par les loisirs. Cette évolution impose une modification des dessertes, au profit des heures creuses, des soirées et des week-ends.
Pour l'essentiel, le réseau fonctionne tous les jours de 5 h du matin à 0 h 30. La nuit, afin de maintenir une continuité de la desserte, un service complémentaire sur route a été mis en place, les « bus de nuit », à partir de septembre 2000[réf. nécessaire].
En septembre 2005, ce service a été repris par le Syndicat des transports d'Île-de-France (STIF) et a fusionné avec le réseau RATP équivalent pour être rebaptisé « Noctilien ». Ce réseau de bus de nuit compte quarante-huit lignes dont seize sont exploitées par SNCF Voyageurs.
Les lignes de RER présentent la particularité de traverser Paris de part en part, évitant ainsi des correspondances aux usagers selon leur parcours. Transilien exploite intégralement les lignes C, D et E du RER. Les lignes A, entre Nanterre-Préfecture et Cergy/Poissy, et B nord (au nord de la gare de Paris-Nord) sont également exploitées par Transilien et font donc partie de son réseau, même si elles sont également en partie exploitées par la RATP sur leurs autres tronçons qui, eux, ne sont donc pas englobés dans Transilien.
Seize lignes du métro de Paris et dix lignes de tramway (T1, T2, T3a, T3b, T5, T6, T7, T8, T9 et T10) complètent le réseau ferroviaire d'Île-de-France. Elles sont exploitées par la RATP et par Keolis (pour le T9) et ne font donc pas partie du réseau Transilien. En revanche, les lignes T4, T11 et T14, gérées par Stretto, et les lignes T12 et T13, gérées par Transkeo, font partie intégrante de ce réseau.

### Dix-neuf lignes

#### Tableau d'ensemble
| Type       | Ligne                 | Exploitant          | Nombre de gares (2025) | Longueur en km (2025) | Matériel utilisé (2025)              |
| ---------- | --------------------- | ------------------- | ---------------------- | --------------------- | ------------------------------------ |
| (RER)      | (A)                   | SNCF Voyageurs/RATP | 46 (11/35)             | 109                   | MI 2N - MI 09                        |
| (RER)      | (B)                   | SNCF Voyageurs/RATP | 47 (16/31)             | 80                    | MI 79 - MI 84                        |
| (RER)      | (C)                   | SNCF Voyageurs      | 75                     | 162                   | Z 5600 - Z 8800 - Z 20500 - Z 20900  |
| (RER)      | (D)                   | SNCF Voyageurs      | 59                     | 197                   | Z 20500 - Z 57000 (au sud) - Z 58500 |
| (RER)      | (E)                   | SNCF Voyageurs      | 22                     | 56                    | Z 22500 - Z 50000 - Z 58000          |
| Transilien | Ligne H du Transilien | SNCF Voyageurs      | 46                     | 138                   | Z 50000                              |
| Transilien | Ligne J du Transilien | SNCF Voyageurs      | 52                     | 256                   | BB 27300+VB 2N - Z 50000             |
| Transilien | Ligne K du Transilien | SNCF Voyageurs      | 10                     | 61                    | Z 50000                              |
| Transilien | Ligne L du Transilien | SNCF Voyageurs      | 36                     | 76                    | Z 50000                              |
| Transilien | Ligne N du Transilien | SNCF Voyageurs      | 35                     | 117                   | Z 57000                              |
| Transilien | Ligne P du Transilien | SNCF Voyageurs      | 32                     | 242                   | B 82500 - Z 20500 - Z 50000          |
| Transilien | Ligne R du Transilien | SNCF Voyageurs      | 24                     | 164                   | Z 57000                              |
| Transilien | Ligne U du Transilien | SNCF Voyageurs      | 11                     | 31                    | Z 8800                               |
| Transilien | Ligne V du Transilien | SNCF Voyageurs      | 7                      | 15                    | Z 5600 - Z 8800 - Z 20500 - Z 20900  |
| (T)        | (4)                   | Stretto             | 20                     | 13,3                  | U 53700                              |
| (T)        | (11)                  | Stretto             | 7                      | 11                    | U 53600                              |
| (T)        | (12)                  | Transkeo            | 16                     | 20                    | U 52600                              |
| (T)        | (13)                  | Transkeo            | 12                     | 18,8                  | U 53800                              |
| (T)        | (14)                  | Stretto             | 5                      | 9,9                   | U 53600                              |

#### Cinq lignes RER

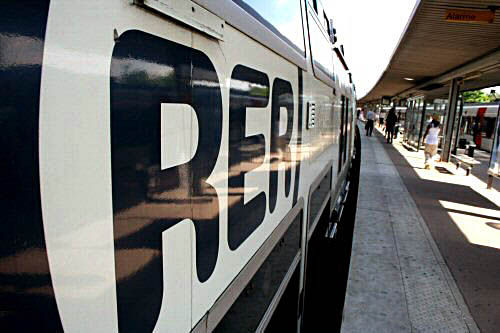
Ancien logo du RER sur un MI 2N.

Le réseau express régional d'Île-de-France, couramment appelé RER en France, est un des deux réseaux au gabarit ferroviaire de transport en commun desservant Paris et son agglomération (l'autre étant le réseau Transilien, qui englobe lui-même en partie le RER).
Constitué de cinq lignes, il comporte 257 points d'arrêt pour 587 kilomètres de voies (dont 76,5 kilomètres en souterrain, situées pour l'essentiel dans Paris intra-muros) et est fréquenté par 2,7 millions de voyageurs par jour. Pour des raisons historiques, une partie du RER est gérée par la RATP tandis que le reste fait partie du réseau SNCF.

#### Quatorze lignes non-RER

##### Ligne H: Réseau Nord Ouest

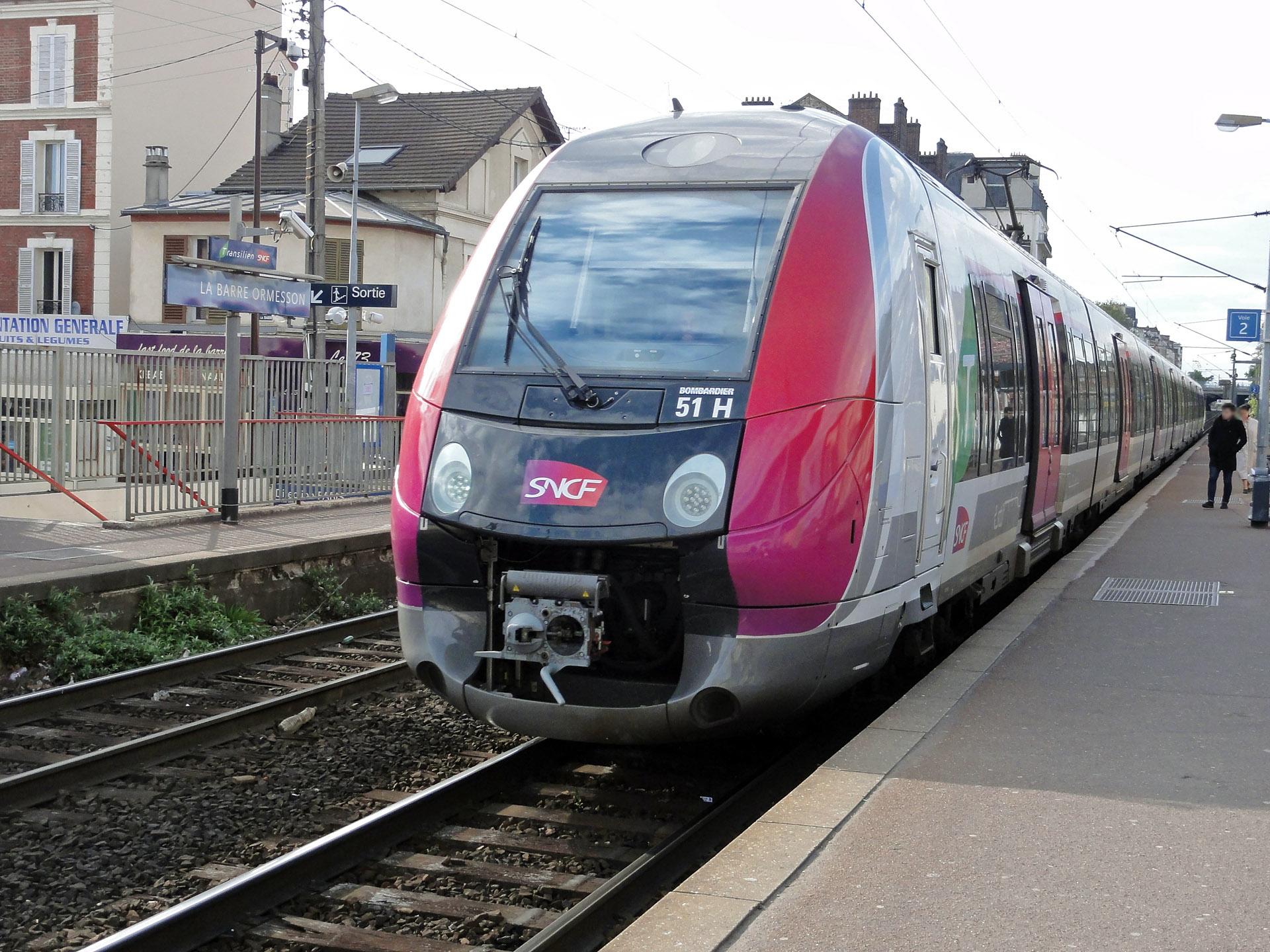
Une rame Francilien en gare de La Barre - Ormesson, en avril 2012.

La ligne H dessert le nord de l'Île-de-France, avec plusieurs embranchements. Elle relie Paris-Nord à Luzarches, Pontoise et Persan - Beaumont via Montsoult - Maffliers et via Valmondois. Elle comporte également une branche transversale reliant Pontoise à Creil.
Elle transporte aujourd'hui en moyenne 200 000 voyageurs chaque jour de semaine, soit 7 % des clients de Transilien SNCF, grâce à la circulation de 476 trains par jour avec un train toutes les 2 minutes 30 en heure de pointe.
Le trafic de la ligne est assuré par des rames Z 50000, entretenues dans les ateliers du technicentre de Paris-Nord, sur le site des Joncherolles.

##### Ligne J: Réseau Saint-Lazare Nord

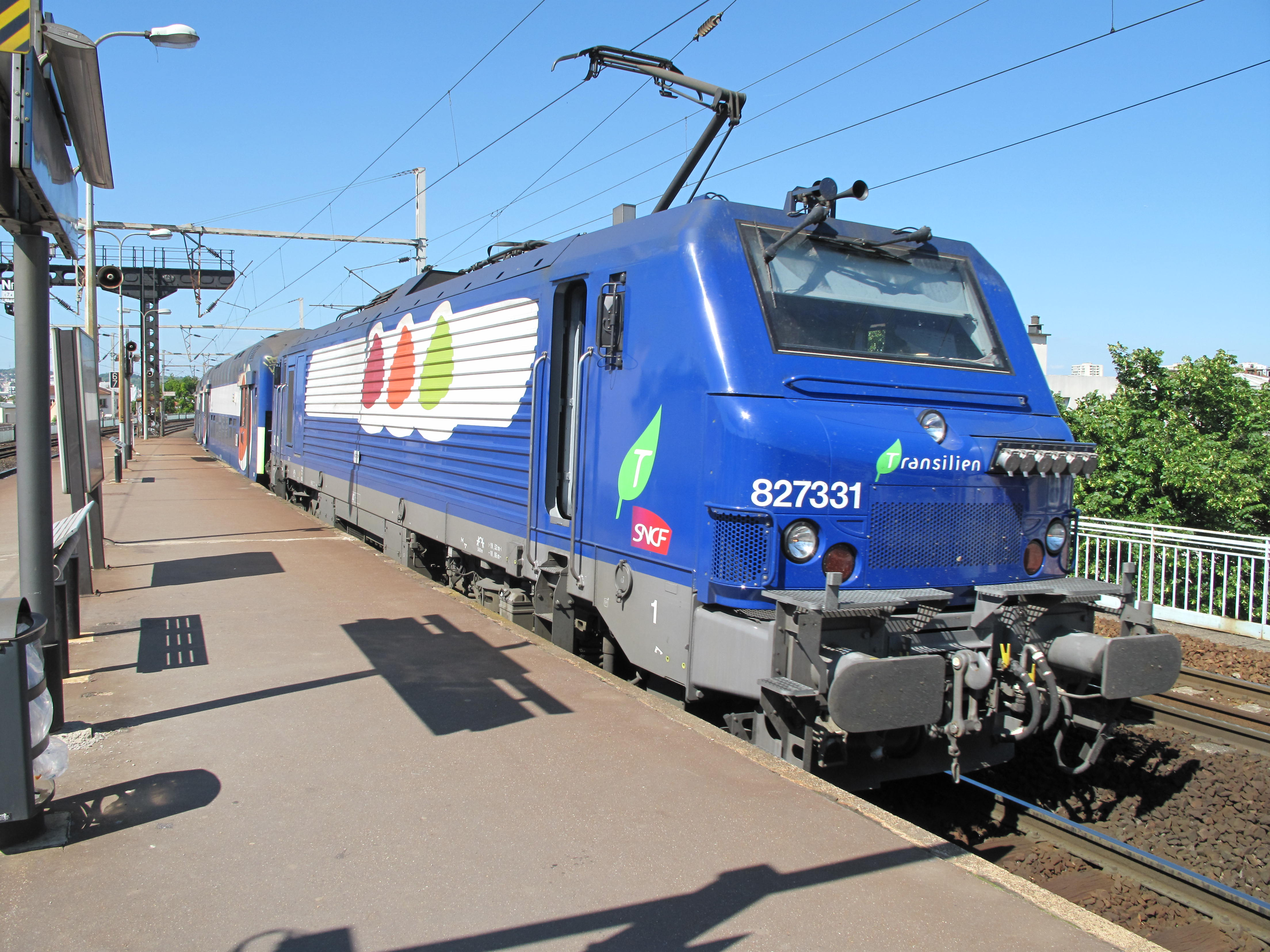
Une locomotive BB 27300 tractant une rame VB 2N en gare de Colombes, en mai 2009.

La ligne J dessert l'ouest de l'Île-de-France, avec plusieurs embranchements. Elle relie la gare de Paris-Saint-Lazare à Ermont - Eaubonne, Gisors, Mantes-la-Jolie et Vernon - Giverny.
Elle transporte approximativement 226 000 voyageurs par jour, comporte 52 gares et voit circuler 521 trains par jour ouvrable.
Le trafic de la ligne est assuré principalement par des rames Z 50000 et peut l'être plus rarement par des rames réversibles de type VB 2N, attelées à des locomotives BB 27300, entretenues dans les ateliers du technicentre de Paris-Saint-Lazare, site du Val Notre-Dame et d'Achères.

##### Ligne K: Réseau Nord Est

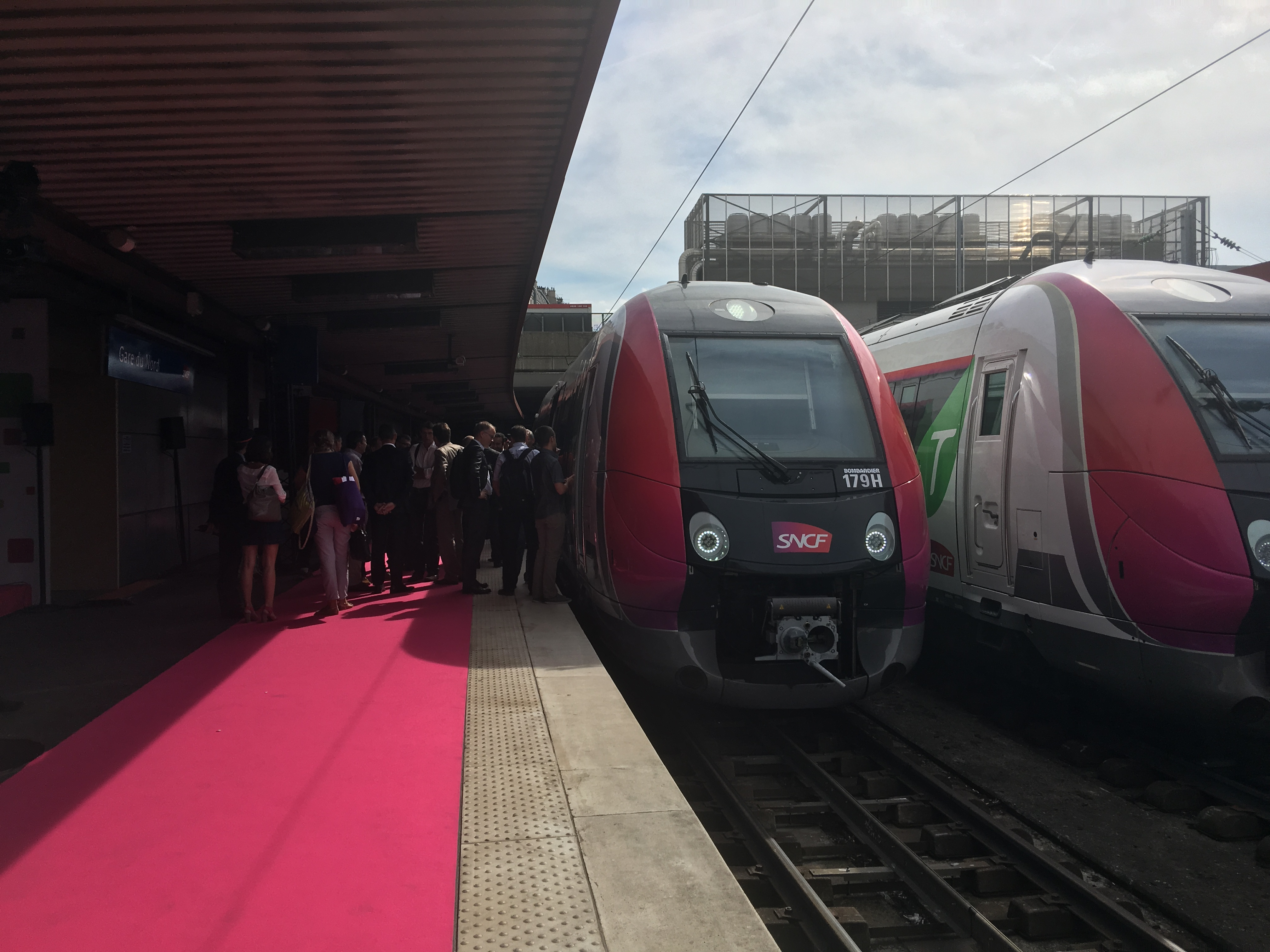
La première rame Francilien de la ligne en gare de Paris-Nord, en septembre 2016.

La ligne K dessert le nord-est de l'Île-de-France, en reliant Paris-Nord à Crépy-en-Valois.
Elle transporte aujourd'hui approximativement 10 300 voyageurs par jour ouvrable[réf. nécessaire].
Le trafic de la ligne est assuré par des rames Z 50000, toutes entretenues dans les ateliers du technicentre de Paris-Nord, sur le site des Joncherolles. Jusqu'au début 2013, la ligne a vu circuler les rames Z 6100 du Technicentre de La Chapelle plus connues sous le nom de P'tits Gris qui auront servi sans discontinuer pendant plus de 40 ans prouvant ainsi leur robustesse.

##### Ligne L: Réseau Saint-Lazare Sud

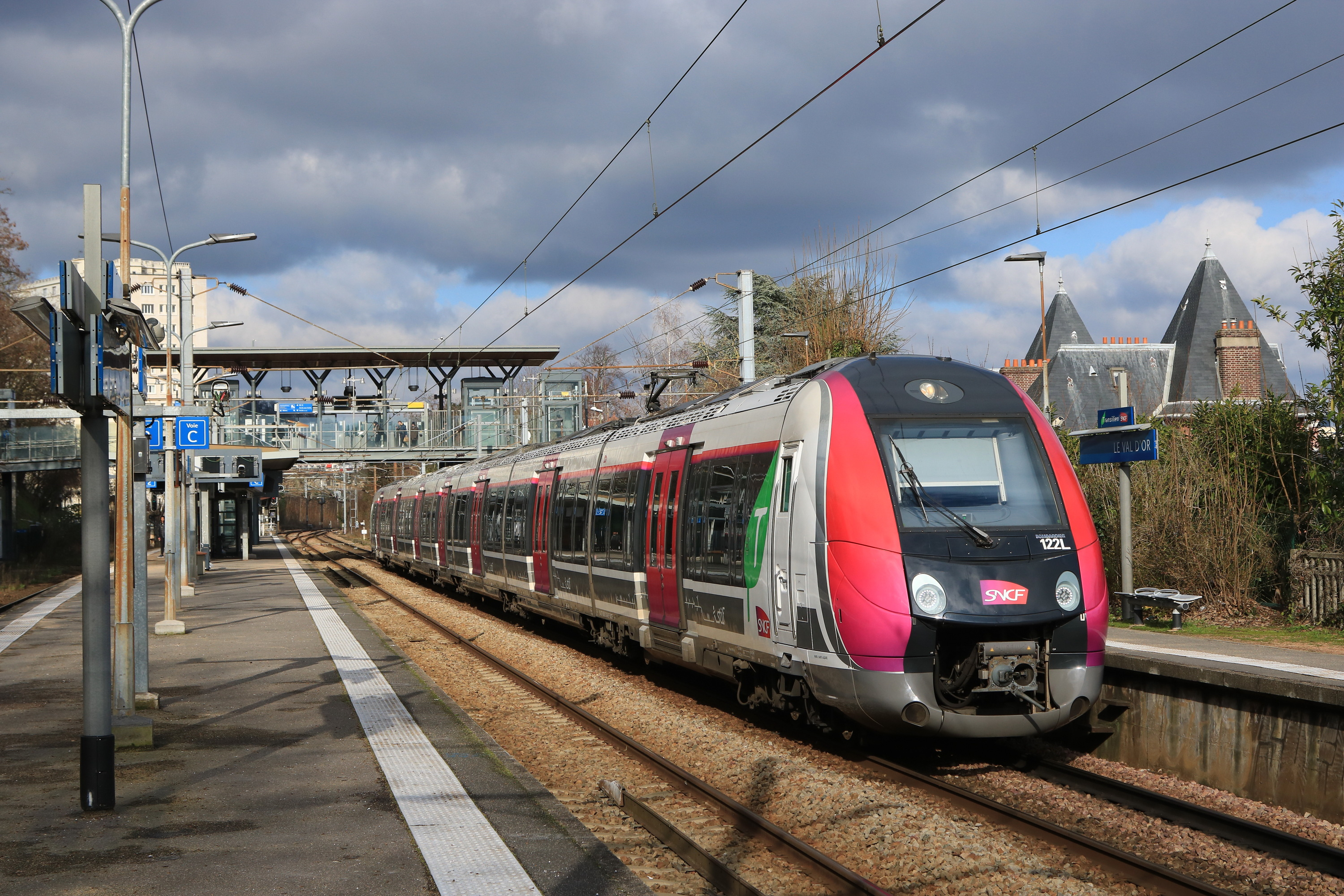
Une rame Z 50000 en gare du Val d'Or.

La ligne L dessert l'ouest de l'Île-de-France, avec plusieurs embranchements. Elle relie la gare de Paris-Saint-Lazare à celles de Cergy-le-Haut, Saint-Nom-la-Bretèche - Forêt de Marly et Versailles-Rive-Droite.
Elle transporte approximativement 311 000 voyageurs par jour ouvrable et voit circuler 726 trains par jour ouvrable.
Le trafic de la ligne est assuré par des rames Z 50000 (qui ont remplacé les rames Z 6400), entretenues dans les ateliers du technicentre de Paris-Saint-Lazare, site de Levallois-Perret.

##### Ligne N: Réseau Montparnasse

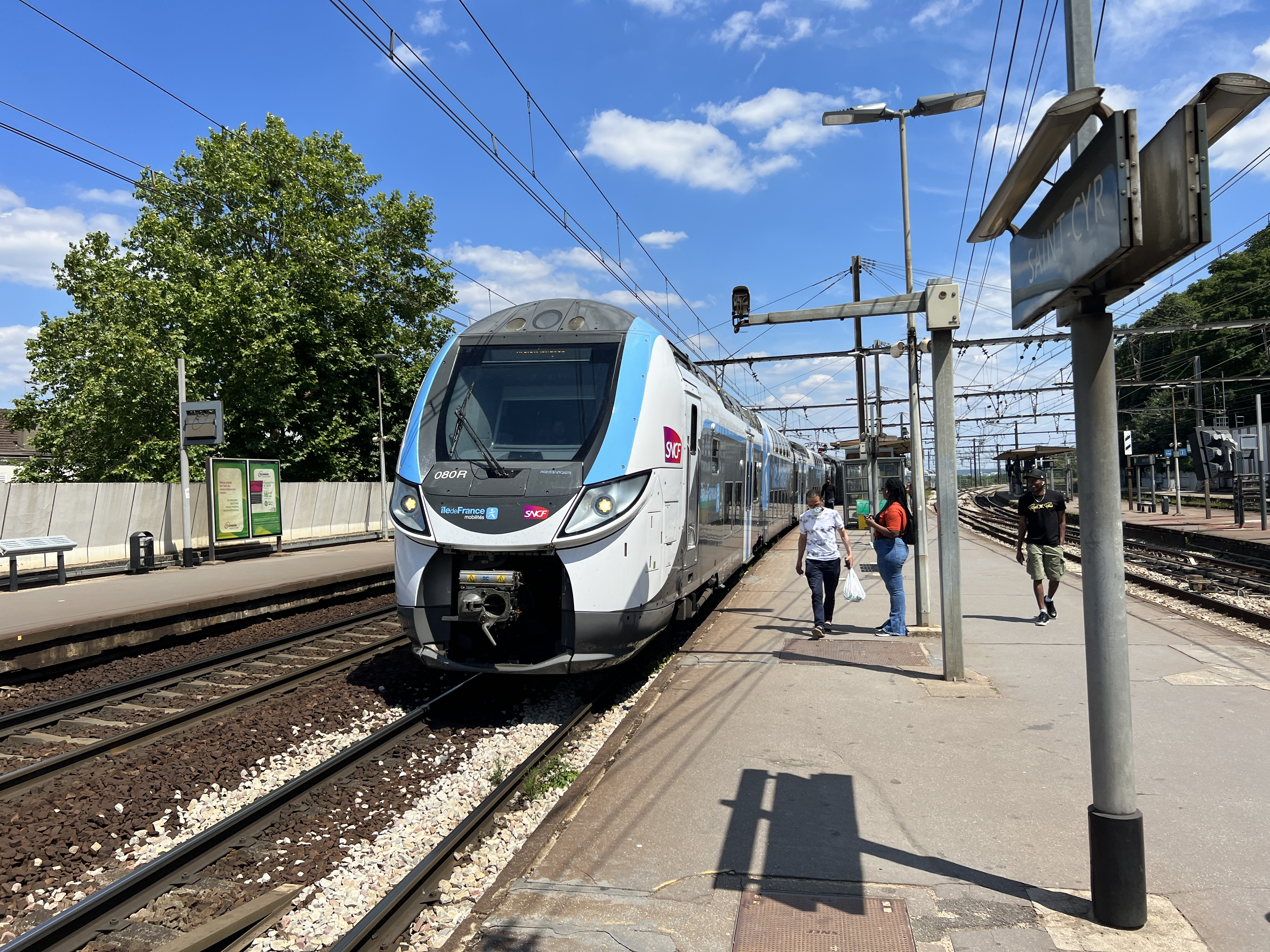
Une rame Z 57000 en gare de Saint-Cyr, en juillet 2022.

La ligne N dessert l'ouest de l'Île-de-France, avec plusieurs embranchements. Elle relie Paris-Montparnasse à Mantes-la-Jolie, Dreux et Rambouillet.
Elle transporte aujourd'hui en moyenne 117 000 voyageurs par jour ouvrable. Elle voit circuler quotidiennement, en moyenne, 277 trains.
Le trafic de la ligne est assuré par des rames Z 57000, entretenues dans les ateliers du technicentre de Paris-Rive-Gauche, site de Montrouge.

##### Ligne P: Réseau Est

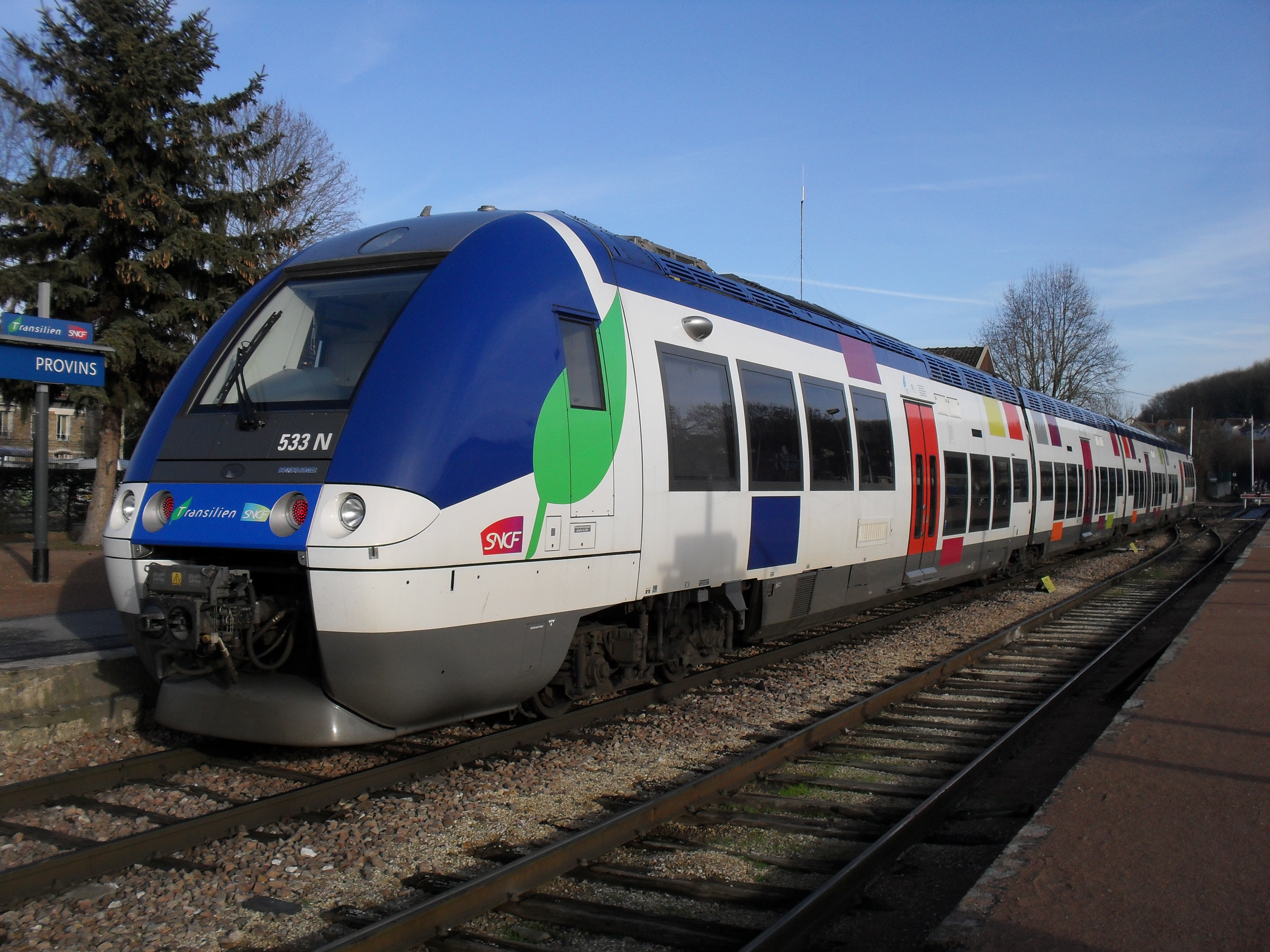
Une rame B 82500 en gare de Provins, en décembre 2009.

La ligne P dessert l'est de l'Île-de-France, avec plusieurs embranchements. Elle relie Paris-Est à Château-Thierry et La Ferté-Milon via Meaux, ainsi qu'à Provins et Coulommiers. Elle comprend également un service d'autocar reliant Coulommiers à La Ferté-Gaucher.
Elle transporte aujourd'hui plus de 75 000 voyageurs chaque jour de semaine.
Le trafic de la ligne au départ de Paris est assuré par des rames de types Z 20500 et Z 50000, et celui d'une branche par des rames B 82500, toutes ces rames étant entretenues dans les ateliers du Technicentre de Paris-Est situé à Noisy-le-Sec en Seine-Saint-Denis et Vaires en Seine-et-Marne.

##### Ligne R: Réseau Paris-Lyon

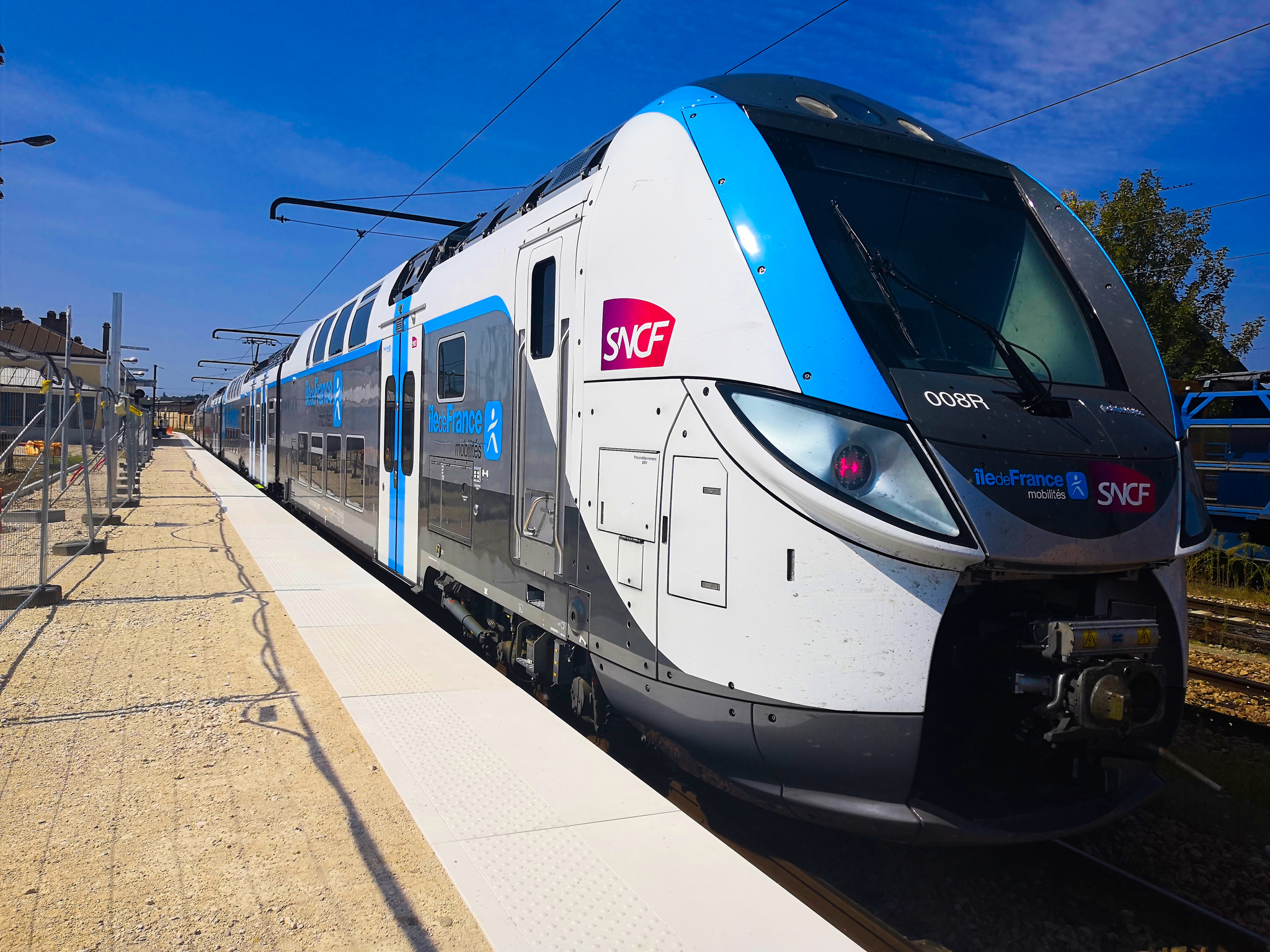
Une rame Z 57000 en gare de Montargis.

La ligne R dessert le sud-est de la région Île-de-France, avec plusieurs embranchements. Elle relie Paris-Gare-de-Lyon à Montereau (Seine-et-Marne) et Montargis (Loiret).
Elle transporte approximativement 45 000 voyageurs par jour ouvrable[réf. nécessaire]. La majorité de la ligne se situe en Île-de-France, donc dans le ressort d'Île-de-France Mobilités mais l'extrémité de la branche de Montargis se situe en dehors de la région, dans le Loiret, en région Centre-Val de Loire.
Le trafic de la ligne est assuré principalement par des rames de type Z 57000 (Regio 2N) et, plus rarement, par des Z 5600 et des Z 20500, toutes entretenues dans les ateliers du technicentre de Paris-Sud-Est situés à Villeneuve-Saint-Georges, dans le Val-de-Marne.

##### Ligne U: Tangentielle

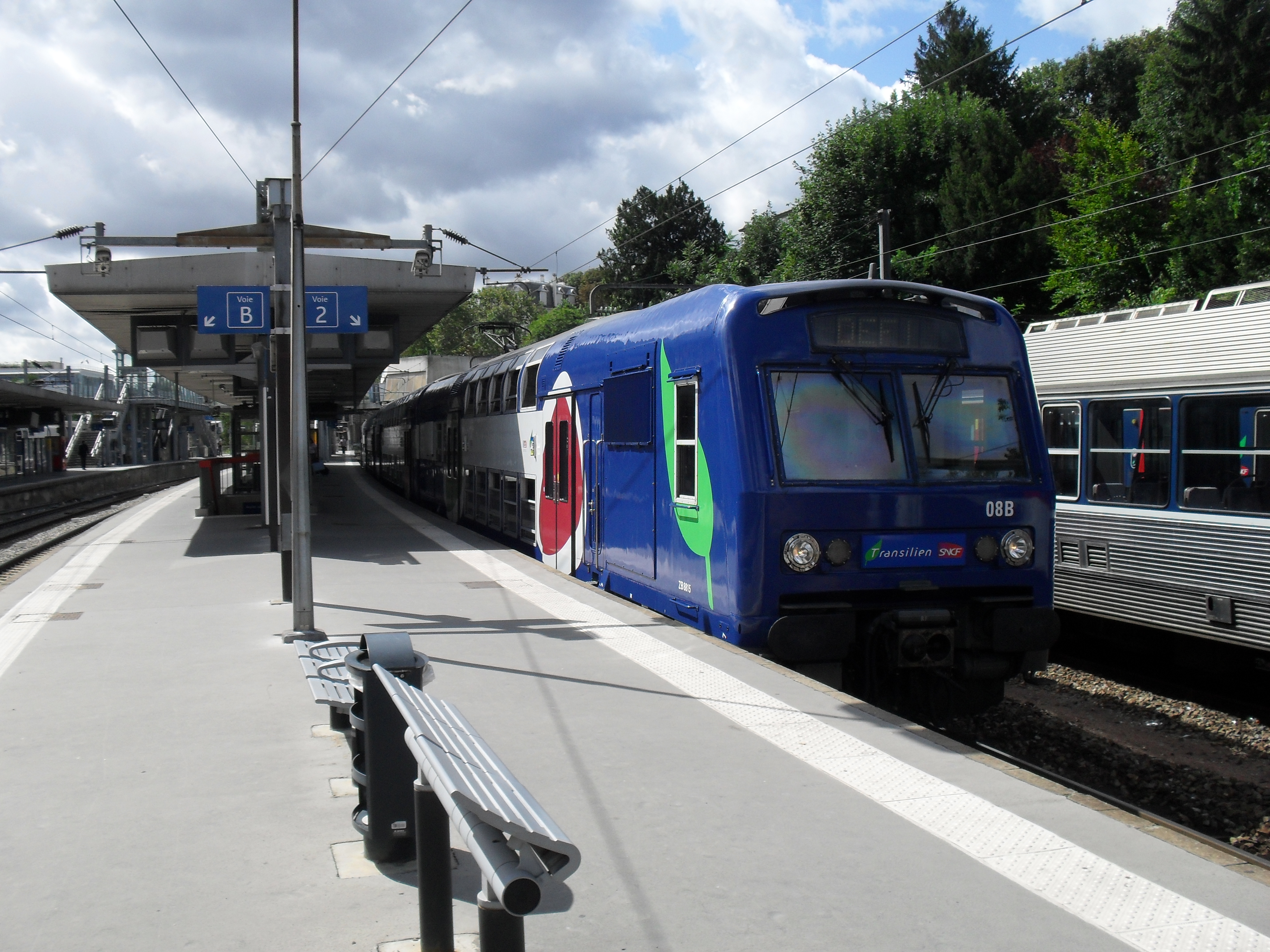
Une rame Z 8800 en gare de Saint-Cloud, en août 2012.

La ligne U est une ligne tangentielle qui dessert l'ouest francilien au départ de La Défense. Elle relie le quartier d'affaires à la gare de La Verrière. Il s'agit d'une ligne de trains de banlieue du réseau Transilien qui n'a pas son origine dans une grande gare parisienne.
Elle transporte chaque jour de semaine 50 000 voyageurs.
Le trafic de la ligne est assuré par des rames de type Z 8800, entretenues dans les ateliers de maintenance de Trappes et au technicentre de Paris-Rive-Gauche, site de Trappes.

##### Ligne V: Tangentielle

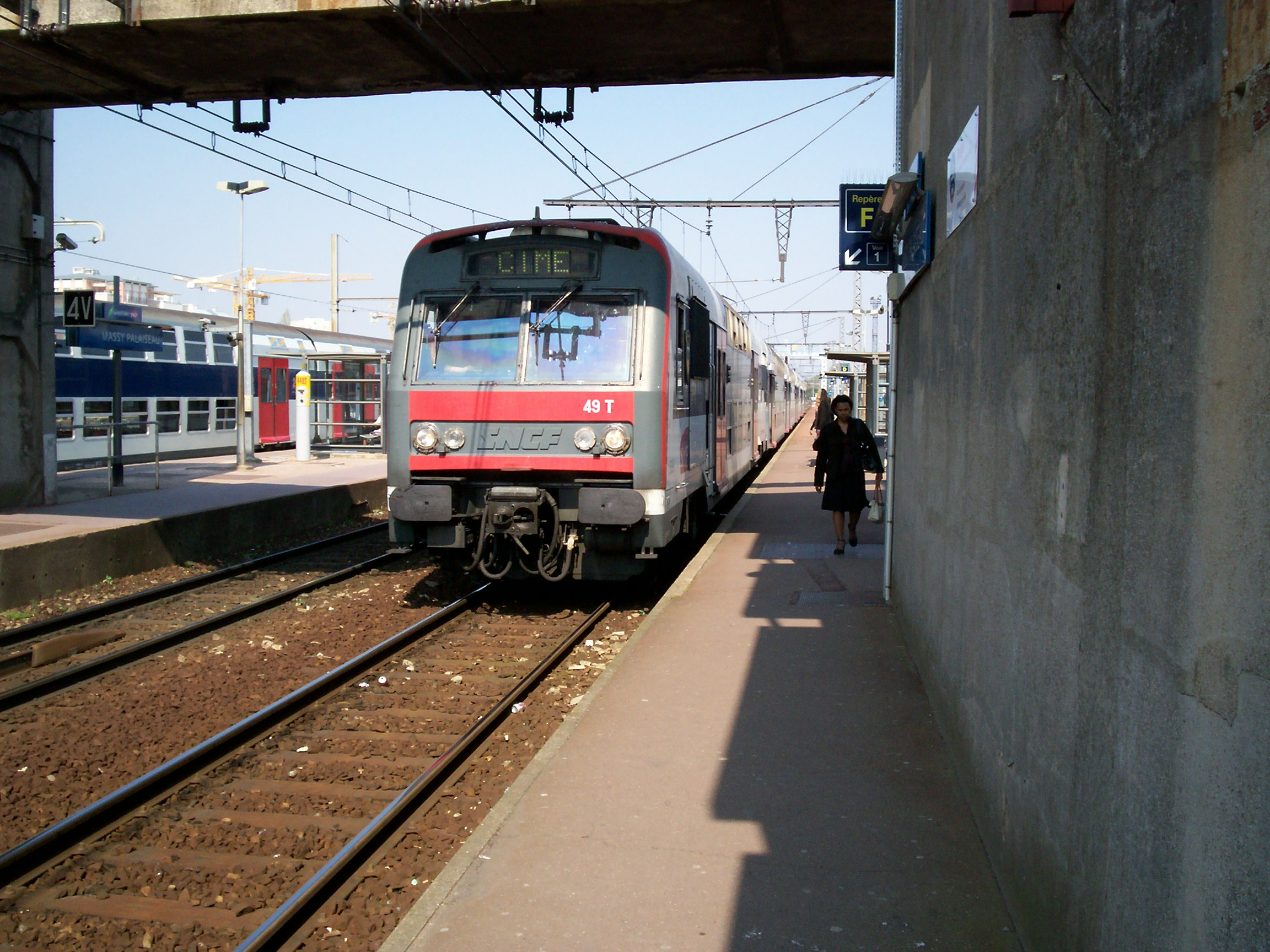
Une rame Z 5600 en gare de Massy - Palaiseau, en avril 2007.

La ligne V est une ligne tangentielle qui dessert l'ouest francilien entre les gares de Massy - Palaiseau et Versailles-Chantiers, en suivant en partie la vallée de la Bièvre. Comme la ligne U, il s'agit d'une ligne de trains de banlieue du réseau Transilien qui n'a pas son origine dans une grande gare parisienne.
Le trafic de la ligne est assuré par des rames de type Z 5600, Z 8800, Z 20500 et Z 20900, entretenues dans les ateliers de maintenance de Trappes et au technicentre de Paris-Rive-Gauche, site de Trappes.

##### Ligne T4: Tram-train

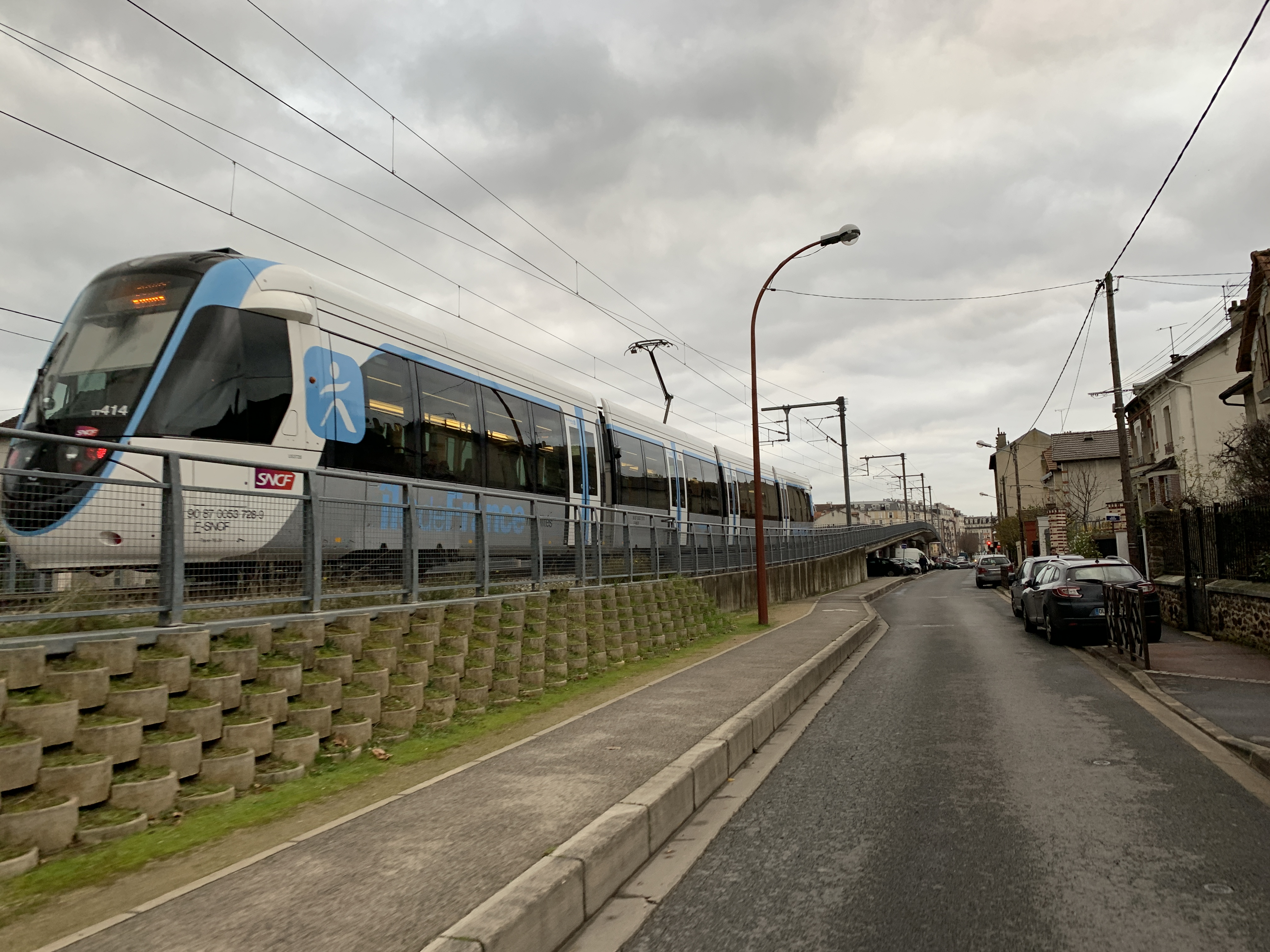
Une rame U 53700 entre les stations Gargan et Lycée Henri Sellier.

La ligne T4 est une ligne de tram-trains, mise en service le 20 novembre 2006 entre Aulnay-sous-Bois et Bondy, dans le département de la Seine-Saint-Denis en Île-de-France.
Elle est issue de la transformation et de la mise intégrale à double voie de la ligne des Coquetiers ouverte en 1875, qu'elle emprunte sur la totalité de son parcours. Elle est ainsi devenue la première ligne française de tram-train, concept qui prendra pleinement son sens lors de ses prolongements en mode tramway sur la voirie urbaine.
Cette ligne a par ailleurs reçu un prolongement sur voirie urbaine de Gargan à Montfermeil en 2019.
Le trafic de la ligne est assuré par vingt-cinq rames U 53700 construites par Alstom, entretenues dans les ateliers du Technicentre de Paris-Est situé à Noisy-le-Sec en Seine-Saint-Denis.
Le trafic historique de la ligne était assuré par des rames U 25500 construites par Siemens sous le nom d'Avanto, retirées du service fin avril 2023.

##### Ligne T11: Tangentielle Nord

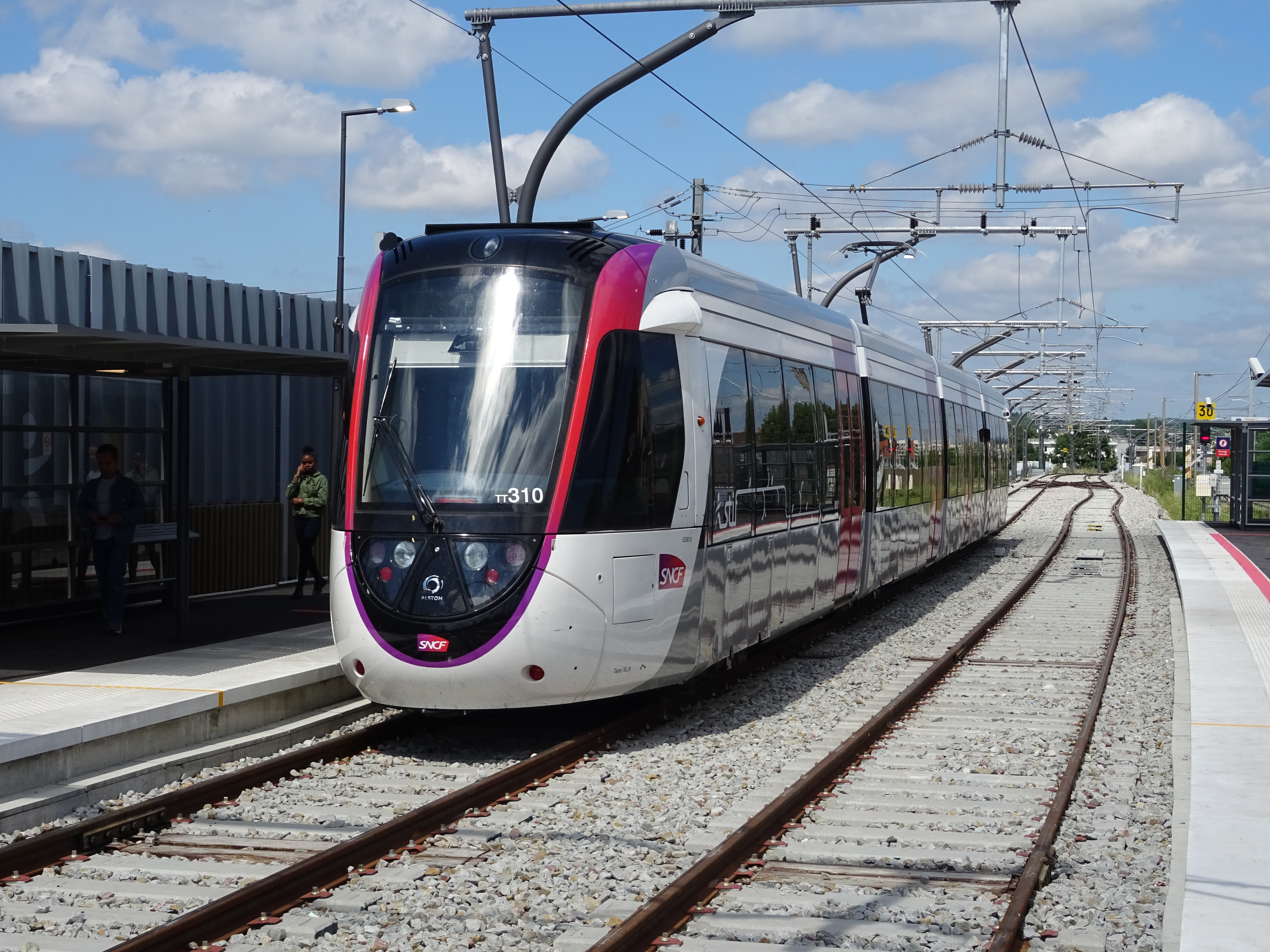
Une rame U 53600 au terminus d'Épinay-sur-Seine, en juillet 2017.

La ligne T11 est une ligne tangentielle de tram-trains entièrement en site propre, mise en service partiellement le 1er juillet 2017 entre les gares d'Épinay-sur-Seine et du Bourget, dans le département de la Seine-Saint-Denis en Île-de-France.
À l'horizon 2027, la ligne devrait relier les gares de Noisy-le-Sec et de Sartrouville et desservira alors 14 gares pour une longueur totale de 28 km.
Le trafic de la ligne est assuré par des rames U 53600 construites par Alstom, entretenues dans les ateliers du technicentre de Paris-Est, situé à Noisy-le-Sec en Seine-Saint-Denis.

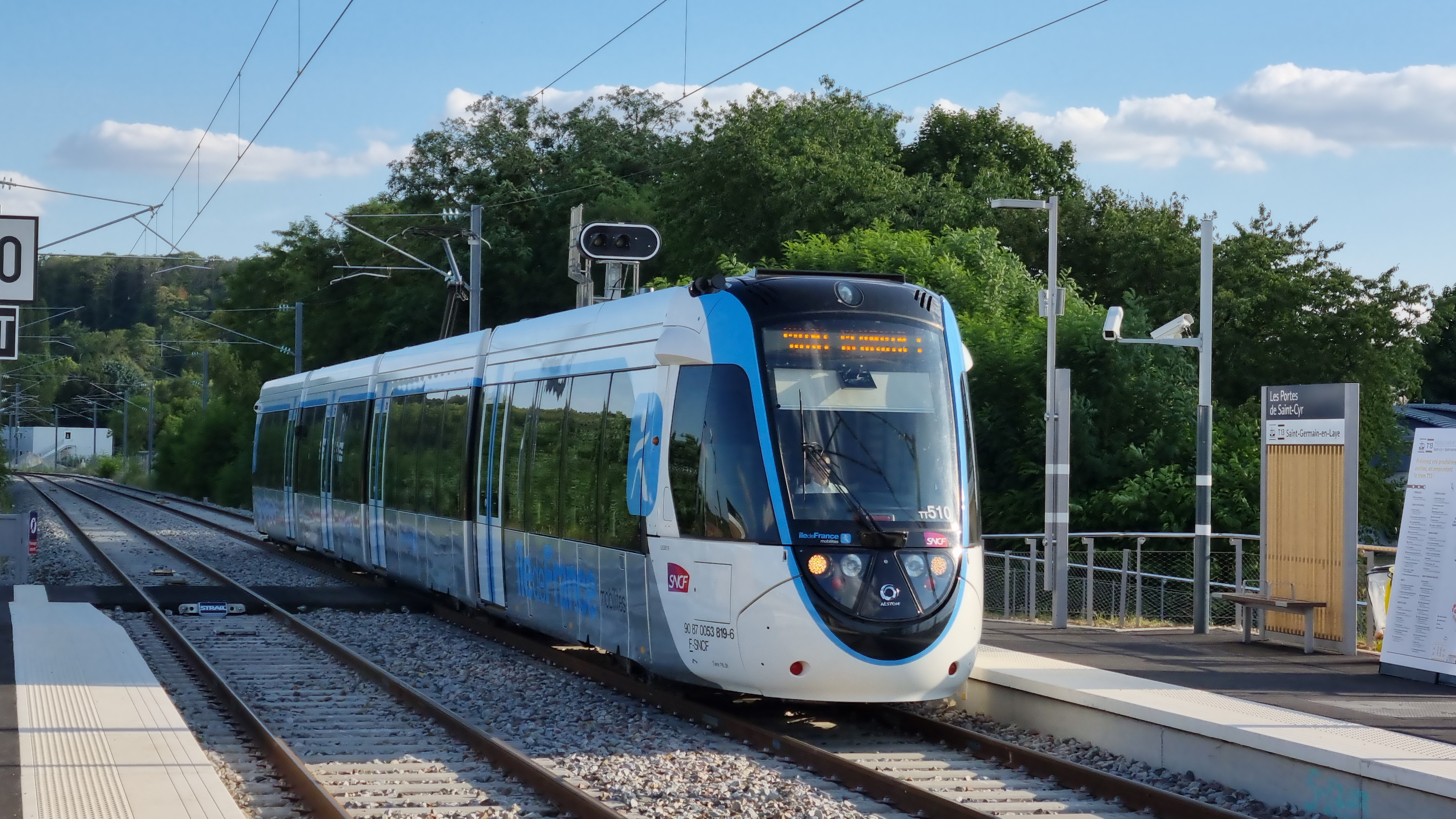
Une rame U 53800 entrant en gare de Les Portes de Saint-Cyr, en juillet 2022.

##### Ligne T12: Tangentielle Sud
La ligne T12 est une ligne tangentielle de tram-trains, mise en service le 10 décembre 2023 entre les gares de Évry-Courcouronnes et de Massy - Palaiseau, dans le département de l'Essonne en Île-de-France.
À un horizon plus lointain, le prolongement de la ligne devrait être mis en service entre Massy - Palaiseau et Versailles-Chantiers. D'ici à cette date, la ligne V du Transilien assure la desserte.
Le trafic de la ligne est assuré par des rames U 52600 construites par Alstom, maintenues sur le site de remisage de Massy - Palaiseau.

##### Ligne T13: Tangentielle Ouest
La ligne T13 est une ligne tangentielle de tram-trains, mise en service le 6 juillet 2022 entre les gares de Saint-Germain-en-Laye et de Saint-Cyr, dans le département des Yvelines en Île-de-France.
À l'horizon 2027, le prolongement de la ligne devrait être mis en service entre Saint-Germain-en-Laye et Achères-Ville.
Le trafic de la ligne est assuré par des rames U 53800 construites par Alstom, maintenues sur le site de remisage de Versailles-Matelots.

##### Ligne T14: Tangentielle
La ligne T14 est une ligne tangentielle de tram-trains, mise en service le 22 mars 2025 entre les gares d'Esbly et de Crécy-la-Chapelle, dans le département de Seine-et-Marne en Île-de-France.
La ligne est issue de son détachement du Transilien P dans le cadre de l'ouverture à la concurrence des transports en commun en Île-de-France et l'attribution de son exploitation au groupement Stretto, composé de SNCF Voyageurs et Keolis.
Le trafic de la ligne est assuré par des rames U 53600 construites par Alstom.

### Matériel roulant

#### Historique

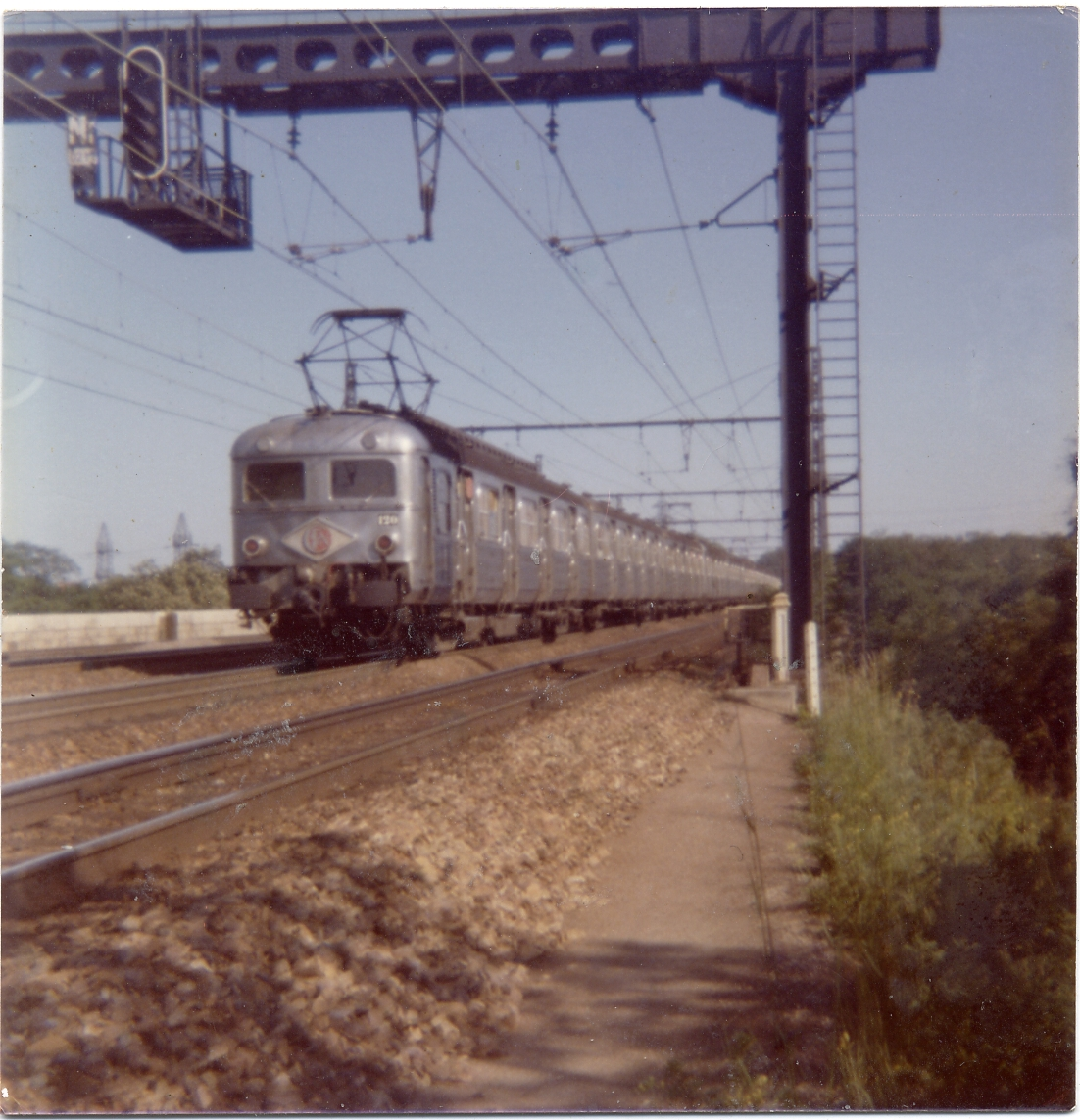
Une Z 5100 de 12 voitures (trois unités multiples) sur le viaduc Brunoy, en juin 1977.

Le matériel roulant utilisé sur le Transilien est issu d'une longue évolution du matériel de banlieue.
Au 1er janvier 1991, le parc compte 3430 caisses formant pour l'essentiel des automotrices, mais également des rames tractées dont 400 voitures de type RIB, 250 RIB/RIO et 589 VB 2N, avec un âge moyen de 13,8 ans. La livraison massive des automotrices à deux niveaux Z 20500 permet de compléter le parc de plusieurs lignes et de radier d'anciens matériels comme les Z 5100 et d'amorcer la radiation des RIB datant des années 1960. Pour l'ouverture du RER E en 1999, cinquante-trois rames Z 22500, similaires esthétiquement aux MI 2N Altéo de la RATP, sont livrées et permettent de réformer complètement les rames RIB 60.
Ultime évolution, cinquante-quatre rames Z 20900, plus modernes et plus confortables que les Z 20500 dont elles dérivent, sont livrées de 2001 à 2004. Elles permettent de supprimer les Z 5300 inox du RER C et d'amorcer la radiation des plus anciennes Z 6100 du réseau Nord (lignes Transilien H et Transilien K). De 2004 à 2009, plusieurs matériels sont modernisés, mais aucune livraison de matériel voyageurs neuf n'a lieu.
Le 16 janvier 2002, lors d'une cérémonie à la gare de l'Est, le Président de la SNCF Louis Gallois, le préfet de la région Île-de-France Jean-Pierre Duport et le président du conseil régional Jean-Paul Huchon, présentent les nouvelles livrées du Transilien. Le design utilisé pour la remise en état du parc et son rajeunissement a été réalisé par deux agences externes en vertu des contrats passés en octobre 2000, RCP Design Global pour la conception extérieure et la signalétique intérieure, Avant Première pour les aménagements intérieurs. Tous les véhicules ont reçu une nouvelle livrée bleue et grise Transilien avec des panneaux de couleur pour mettre en évidence les portes et les caractéristiques internes. Le tout a été traité avec un revêtement anti graffiti pour réduire l'impact de vandalisme. Les rames sont équipées d'un nouveau design ergonomique des assises, avec des sièges individuels en remplacement des bancs traditionnels. Ils sont couverts de tissu anti-vandalisme en bleu, jaune et rouge. La circulation inter-voitures et les portes ont été modifiées pour améliorer la répartition des voyageurs dans les trains.

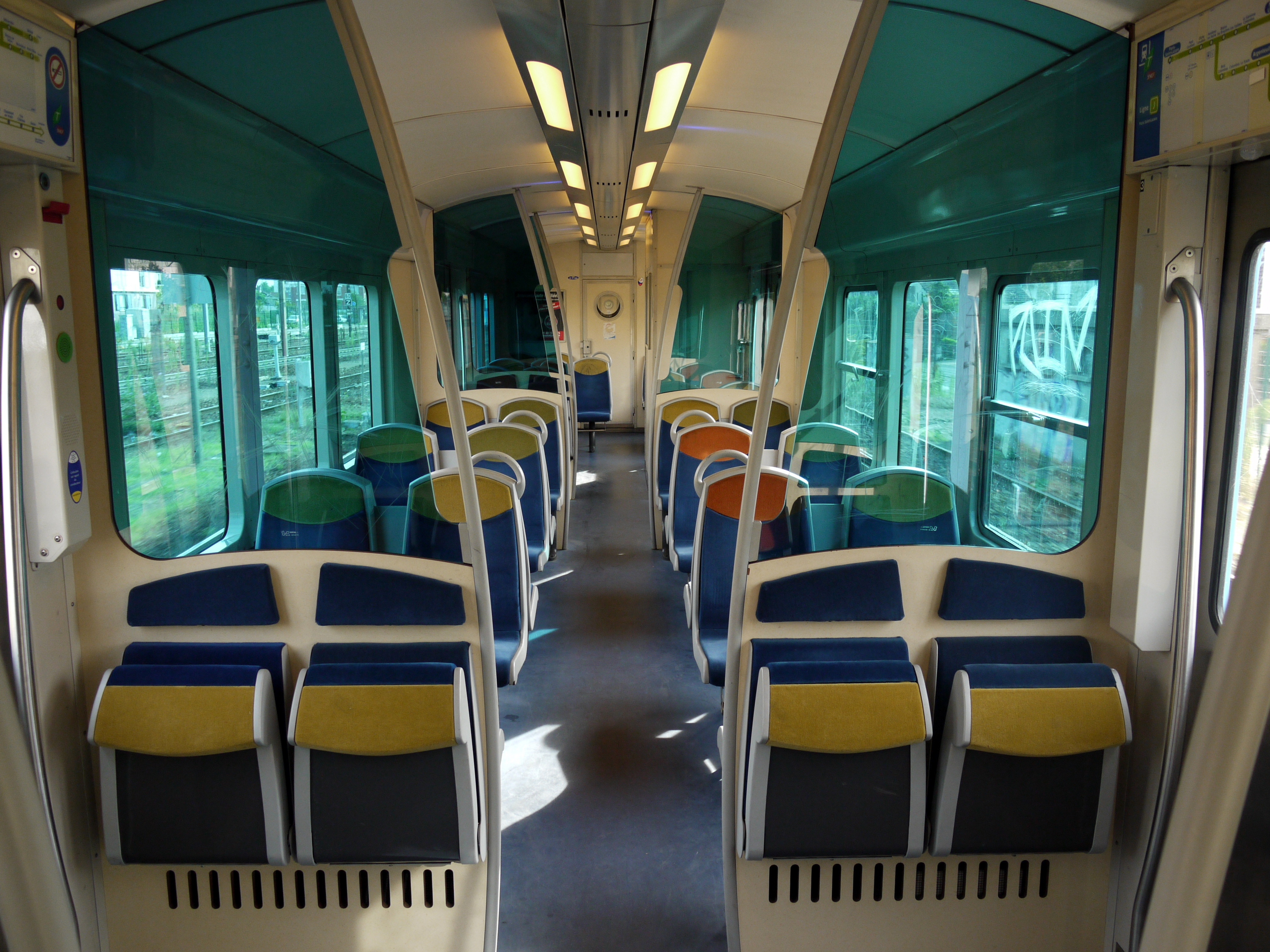
Intérieur d'une RIB rénovée.
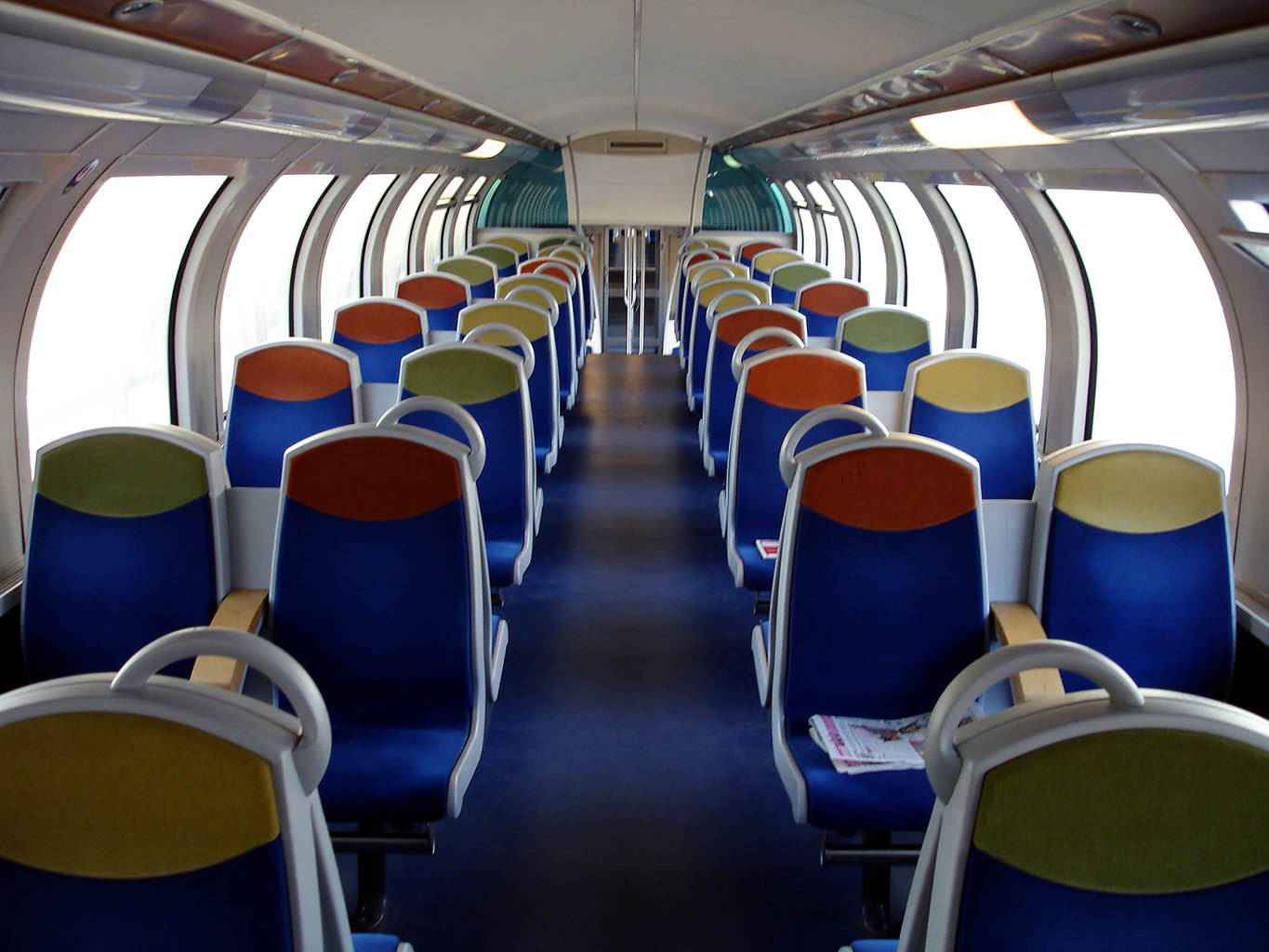
Salle haute d'une VB 2N rénovée.
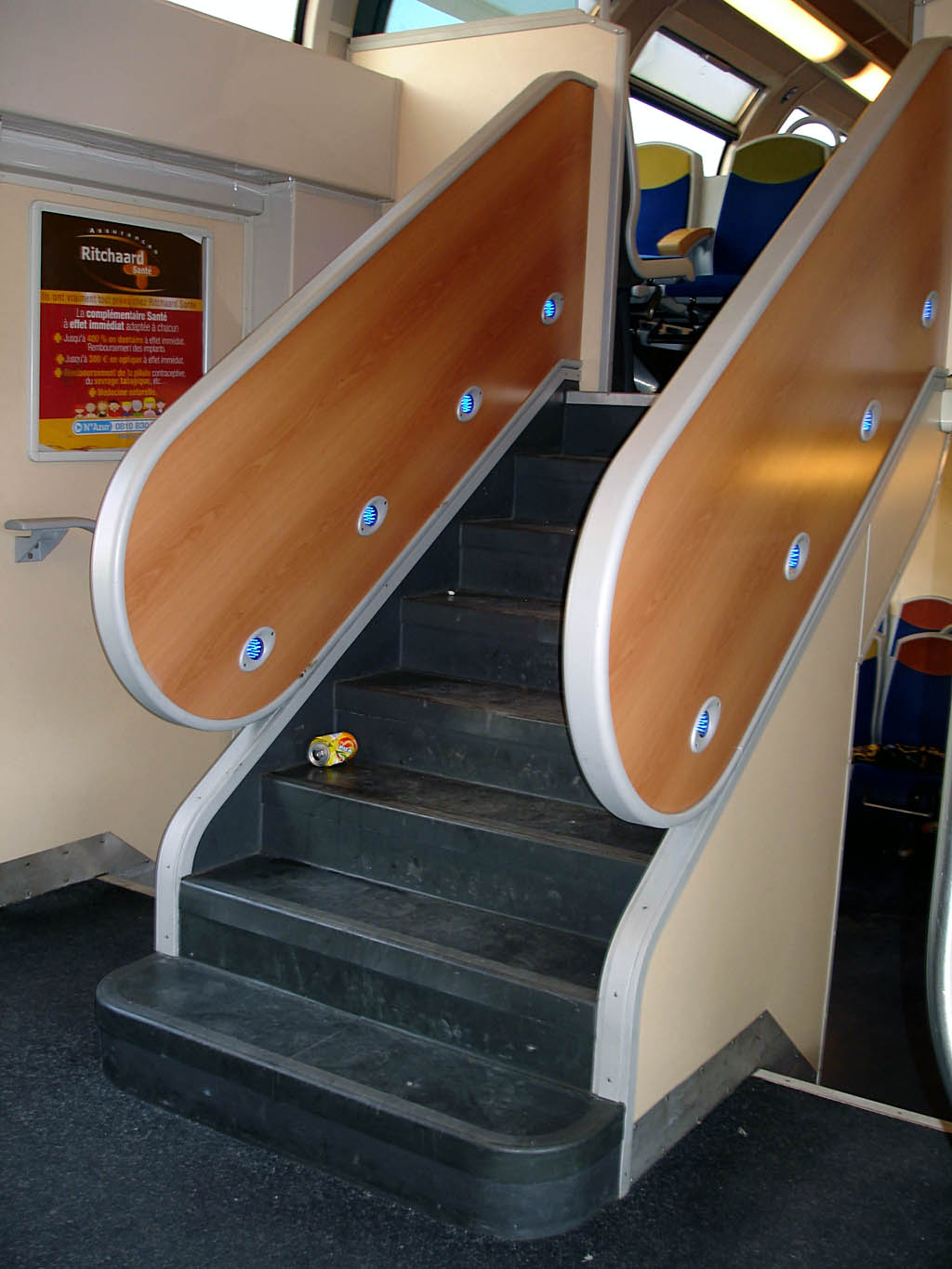
Escalier à l'intérieur d'une VB 2N rénovée.
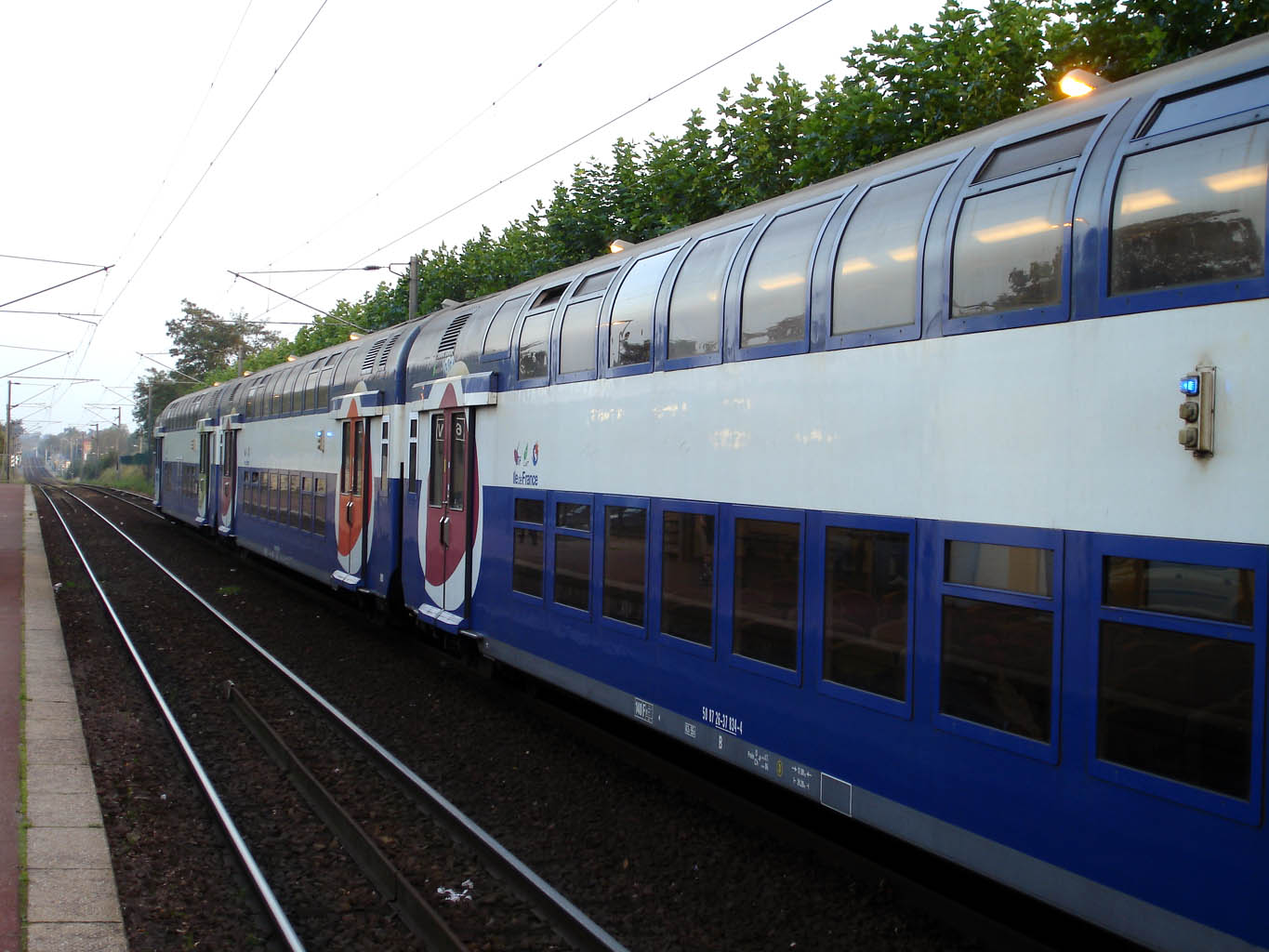
La livrée Transilien 2002 sur une VB 2N.

#### Numérotation des rames
Le matériel roulant automoteur francilien de SNCF Voyageurs, qu'il soit RER ou Transilien est désigné de façon unique avec un « numéro de rame » composé d'une lettre précédée de deux ou trois chiffres. Ce système ne concerne ni les locomotives BB 27300, ni les voitures voyageurs VB 2N ni le matériel RATP des RER A et B.
Par exemple, le numéro 01A désigne la rame Z 20500 composée des motrices Z 20501 et Z 20502 et le numéro 01E désigne la rame Z 22500 composée des motrices Z 22501 et Z 22502.

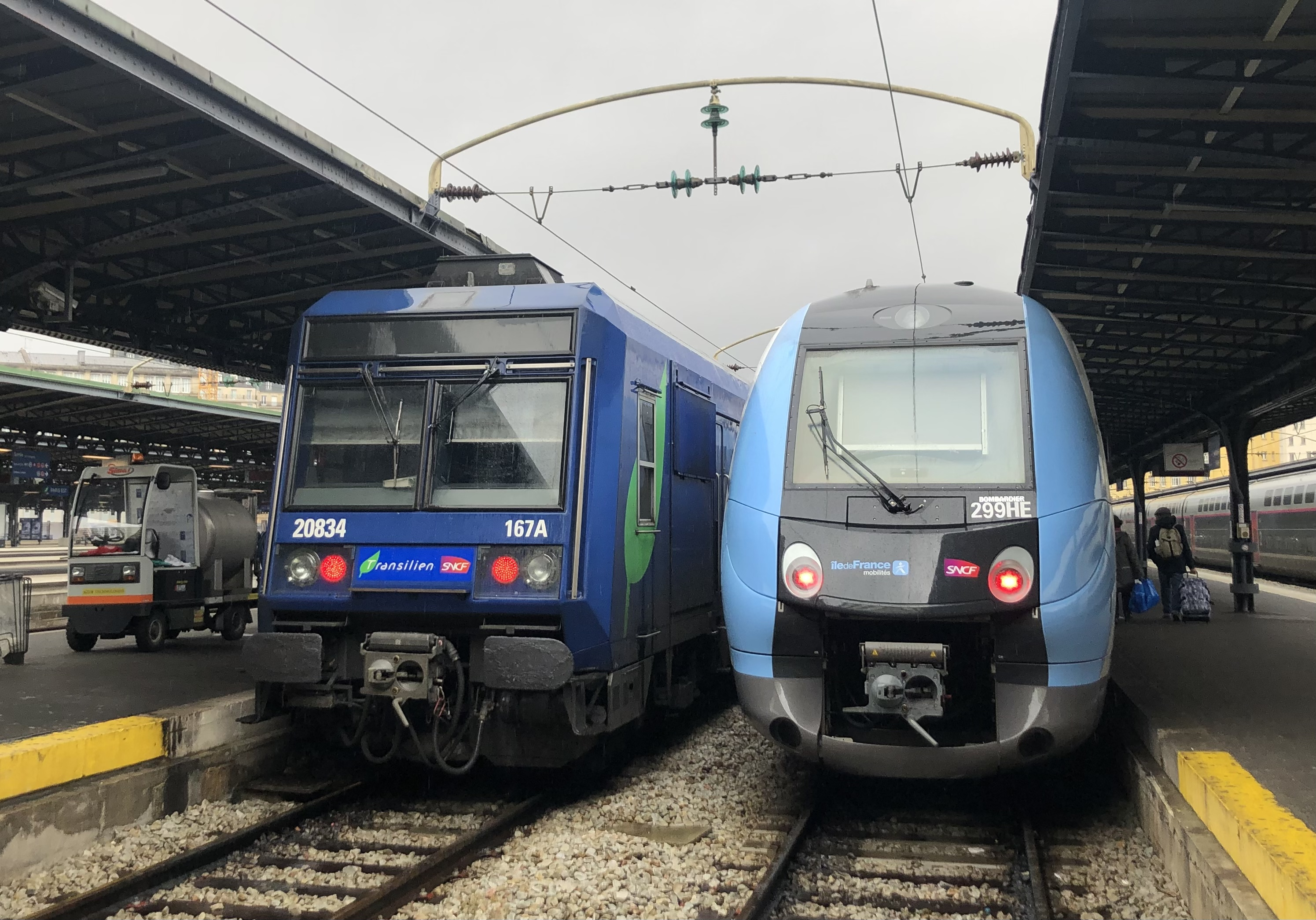
Une rame Z 20500 avec le marquage A et une rame Z 50000 avec le marquage HE.

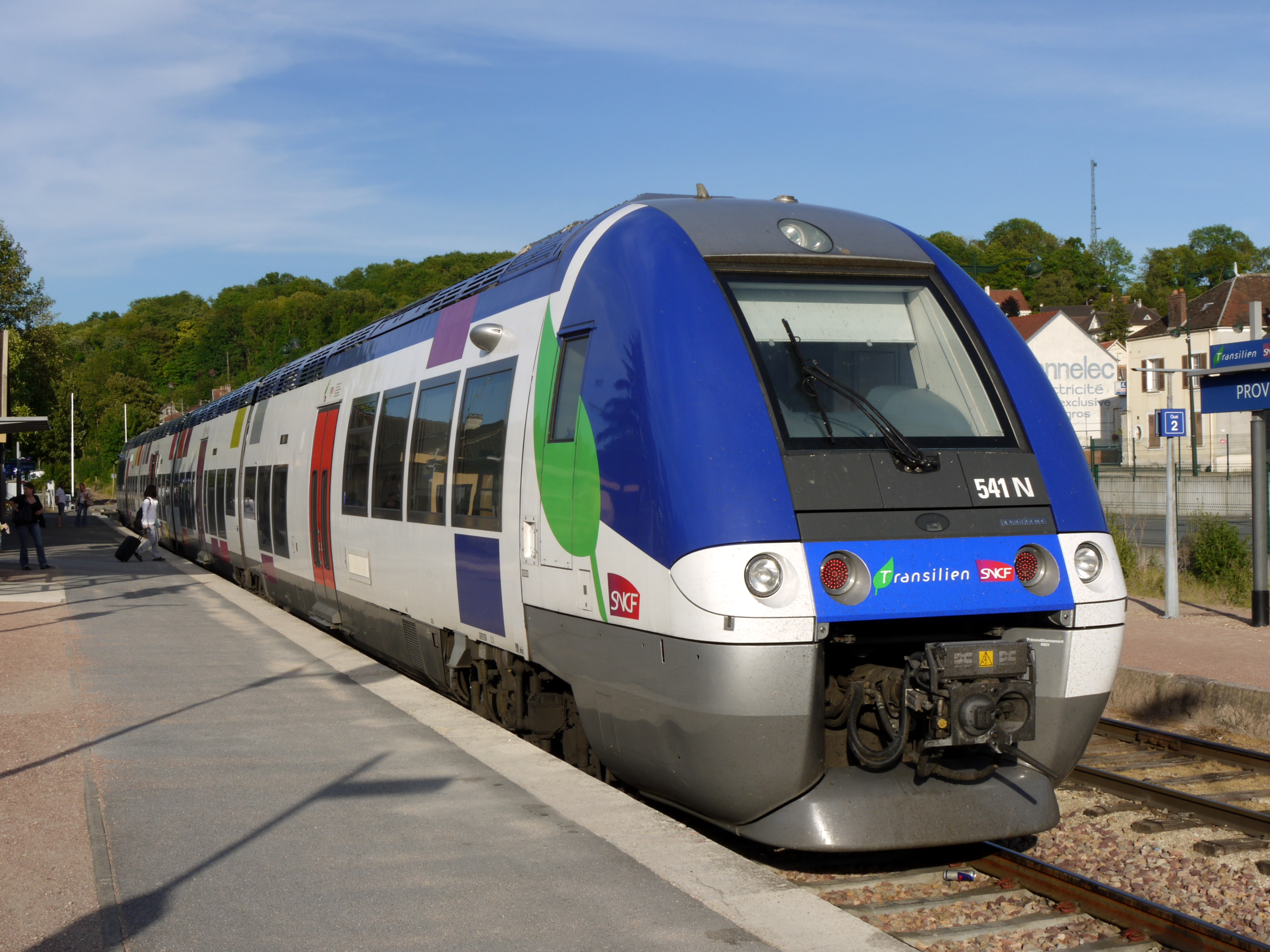
Une rame B 82500 avec le marquage N.

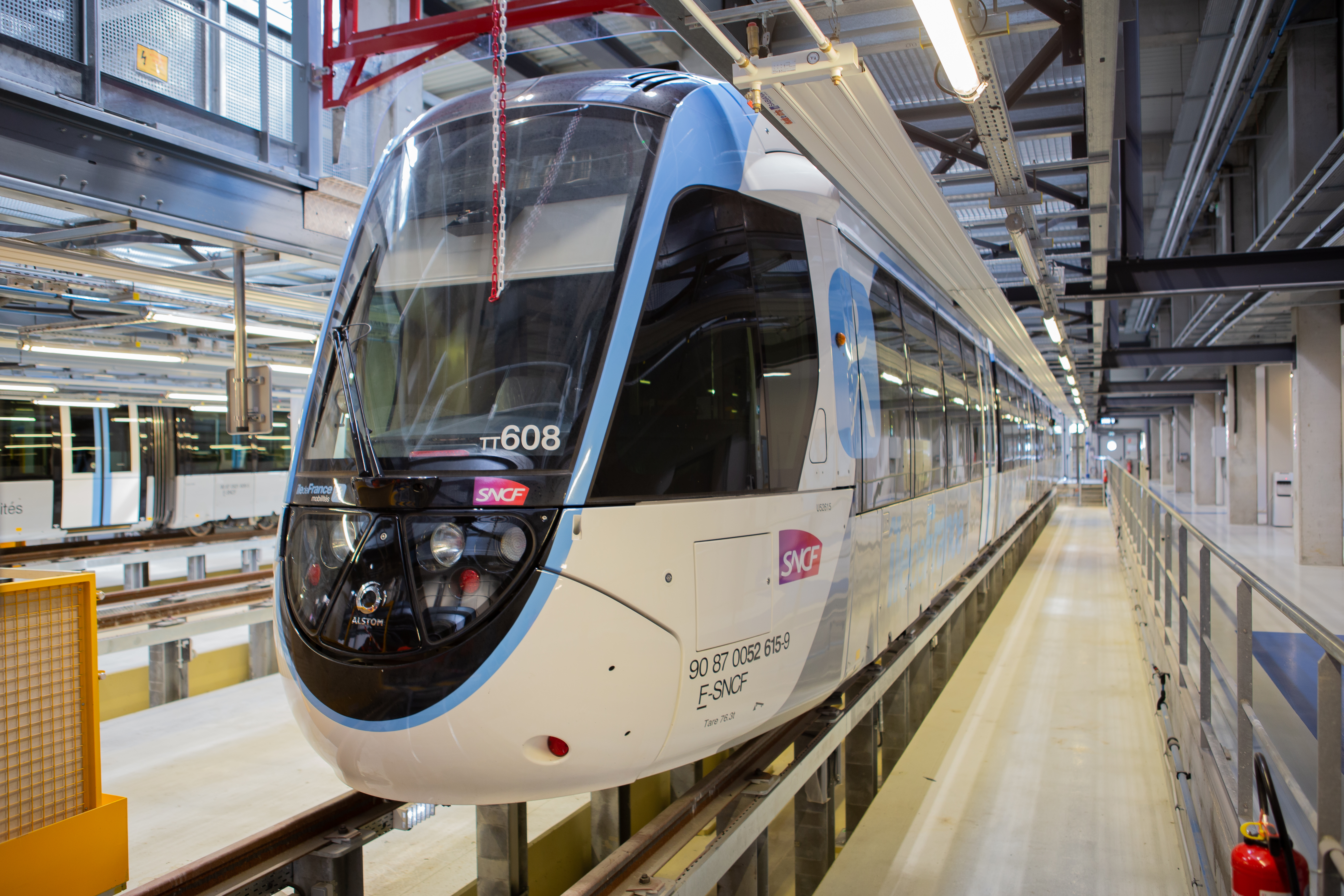
Une rame tram-train U 52600 avec le marquage TT.

| Lettre | Signification            | Modèle                             | Lignes d'affectation                                                     |
| ------ | ------------------------ | ---------------------------------- | ------------------------------------------------------------------------ |
| A      | Asynchrone               | Z 20500 (Z 2N) à 4 caisses         | (RER) · (C) · Transilien · Ligne P du Transilien · Ligne V du Transilien |
| A      | Asynchrone               | Z 20900 (Z 2N)                     | (RER) · (C) · Transilien · Ligne V du Transilien                         |
| B      | Bicourant                | Z 8800 (Z 2N)                      | (RER) · (C) · Transilien · Ligne U du Transilien · Ligne V du Transilien |
| C      | Courant continu          | Z 5600 (Z 2N)                      | (4 caisses) (6 caisses)                                                  |
| D      | -                        | Z 20500 (Z 2N) à 5 caisses         | (RER) · (D)                                                              |
| E      | -                        | Z 22500 (MI 2N Eole)               | (RER) · (E)                                                              |
| H      | -                        | Z 50000 (Francilien) à 8 caisses   | Transilien · Ligne H du Transilien · Ligne K du Transilien               |
| HE     | -                        | Z 50000 (Francilien) à 8 caisses   | (RER) · (E) · Transilien · Ligne P du Transilien                         |
| J      | Joncherolles             | Abandonné au profit de la lettre D | Abandonné au profit de la lettre D                                       |
| K      | -                        | Z 58000 (RER NG) à 6 caisses       | (En cours de livraison)                                                  |
| L      | Levallois                | Z 50000 (Francilien) à 7 caisses   | Transilien · Ligne J du Transilien · Ligne L du Transilien               |
| M      | -                        | Z 58500 (RER NG) à 7 caisses       | (En cours de livraison)                                                  |
| N      | Noisy-le-Sec             | B 82500 (AGC BiBi)                 | Transilien · Ligne P du Transilien                                       |
| R      | Regio 2N                 | Z 57000 (Regio 2N)                 | (RER) · (D) · Transilien · Ligne N du Transilien · Ligne R du Transilien |
| T      | Trappes                  | Z 5600 Evolys (Z 2N) à 6 caisses   | (RER) · (C)                                                              |
| TT     | Tram-train               | U 52600 (Citadis Dualis)           | (T) · (12)                                                               |
| TT     | Tram-train               | U 53600 (Citadis Dualis)           | (T) · (11) · (14)                                                        |
| TT     | Tram-train               | U 53700 (Citadis Dualis)           | (T) · (4)                                                                |
| TT     | Tram-train               | U 53800 (Citadis Dualis)           | (T) · (13)                                                               |
| V      | Villeneuve-Saint-Georges | Abandonné au profit de la lettre D | Abandonné au profit de la lettre D                                       |

#### Parc actuel
En 2025, le matériel roulant utilisé pour les besoins du service Transilien est constitué d'un parc hétéroclite à un ou deux niveaux et d'âge variable, datant de 1975 pour les plus anciens.
| Type       | Nom commercial | Nom technique | Déploiement | Modernisation | Lignes                             | Photo |
| ---------- | -------------- | ------------- | ----------- | ------------- | ---------------------------------- | ----- |
| Locomotive | Prima          | BB 27300      | 2006-2010   |               | Transilien · Ligne J du Transilien |       |
| Voitures   |                | VB 2N         | 1975-1984   | 2002-2008     | Transilien · Ligne J du Transilien |       |

| Nom commercial | Nom technique     | Déploiement | Modernisation       | Lignes | Photo |
| -------------- | ----------------- | ----------- | ------------------- | --- | ----- |
| MI 2N Altéo    | Z 1500            | 1997-2005   | 2020-....           | (RER) · (A) |       |
| MI 09          | Z 1600            | 2011-2017   |                     | (RER) · (A) |       |
| MI 79          | Z 8100            | 1980-1985   | 2010-2015           | (RER) · (B) |       |
| MI 84          | Z 8100            | 1985-1990   | 2019-....           | (RER) · (B) |       |
| Z 2N           | Z 5600            | 1982-1985   | 2009-2017           | (RER) · (C) · Transilien · Ligne R du Transilien · Ligne V du Transilien                                                                         |       |
| Z 2N           | Z 8800            | 1985-1988   | 2010-2017           | (RER) · (C) · Transilien · Ligne U du Transilien · Ligne V du Transilien                                                                         |       |
| Z 2N           | Z 20500           | 1988-1998   | 2007-2016 2019-2024 | (RER) · (C) · (D) · Transilien · Ligne P du Transilien · Ligne R du Transilien · Ligne V du Transilien                                           |       |
| Z 2N           | Z 20900           | 2001-2004   | 2018-2023           | (RER) · (C) · Transilien · Ligne V du Transilien                                                                                                 |       |
| Regio 2N       | Z 57000           | 2017-....   |                     | (RER) · (D) · Transilien · Ligne N du Transilien · Ligne R du Transilien                                                                         |       |
| MI 2N Eole     | Z 22500           | 1996-2000   |                     | (RER) · (E) |       |
| RER NG         | Z 58000 / Z 58500 | 2023-....   |                     | (RER) · (D) · (E) |       |
| Francilien     | Z 50000           | 2009-2022   |                     | (RER) · (E) · Transilien · Ligne H du Transilien · Ligne J du Transilien · Ligne K du Transilien · Ligne L du Transilien · Ligne P du Transilien |       |
| AGC BiBi       | B 82500           | 2004-2011   |                     | Transilien · Ligne P du Transilien |       |
| Citadis Dualis | U 52600           | 2023        |                     | (T) · (12) |       |
| Citadis Dualis | U 53600           | 2017        |                     | (T) · (11) · (14) |       |
| Citadis Dualis | U 53700           | 2019-2023   |                     | (T) · (4) |       |
| Citadis Dualis | U 53800           | 2022        |                     | (T) · (13) |       |

#### Modernisation du parc

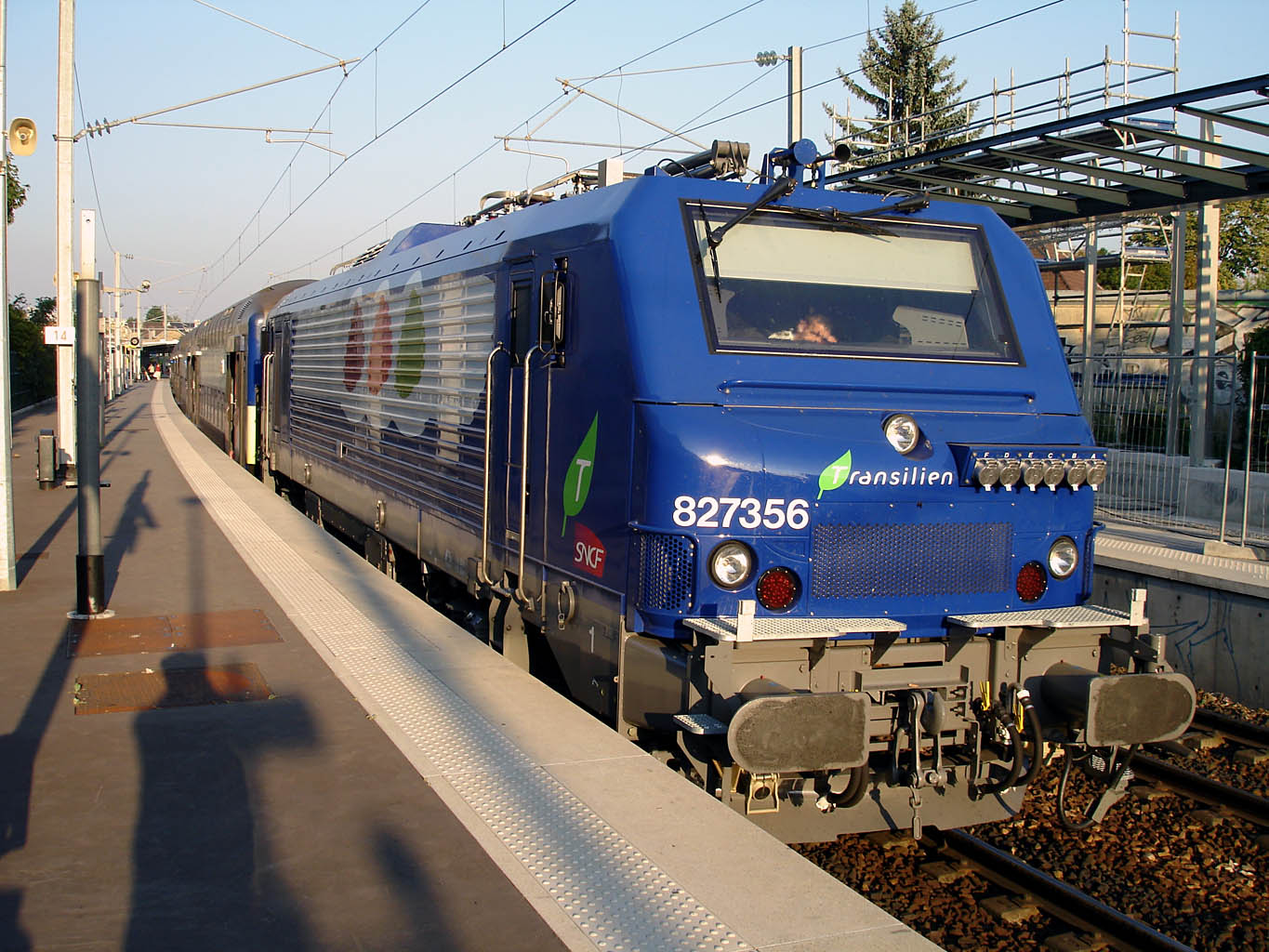
Une locomotive Prima BB 27300 en tête d'une rame VB 2N en gare d'Ermont - Eaubonne, Transilien J.

Le vieillissement du parc, avec des engins de plus de quarante ans sur certaines lignes, entraîne la multiplication des incidents d'exploitation pour cause de pannes et un mécontentement croissant des usagers et élus locaux. En conséquence, un important renouvellement d'une partie de ce parc a été programmé en 2006 avec la participation financière du STIF :
Soixante-sept locomotives électriques Prima (numérotées 27300) ont été commandées et livrées ces dernières années (12 en 2006, 25 en 2007, 24 en 2008, 4 en 2009 et 2 en 2010). Ces locomotives remplacent les anciennes locomotives BB 8500, BB 17000 et BB 25500, particulièrement inconfortables pour les conducteurs et aux défaillances croissantes pour cause de vétusté.
Elles ont été déployées, dans l'ordre, sur la ligne Transilien N (24 engins pour Paris – Dreux, Paris – Mantes via Plaisir - Grignon, Paris – Rambouillet), Transilien J (43 engins pour Paris – Mantes par Poissy, Paris – Mantes par Conflans, Paris – Pontoise – Gisors et Paris – Argenteuil – Ermont - Eaubonne). Sur les dessertes de Saint-Lazare, ces machines plus longues de cinq mètres entraînent, du fait de la longueur insuffisante des quais, la suppression d'une voiture. En contrepartie, l'utilisation de rames à six voitures au lieu de sept permettra d'engager plus de rames à deux niveaux.

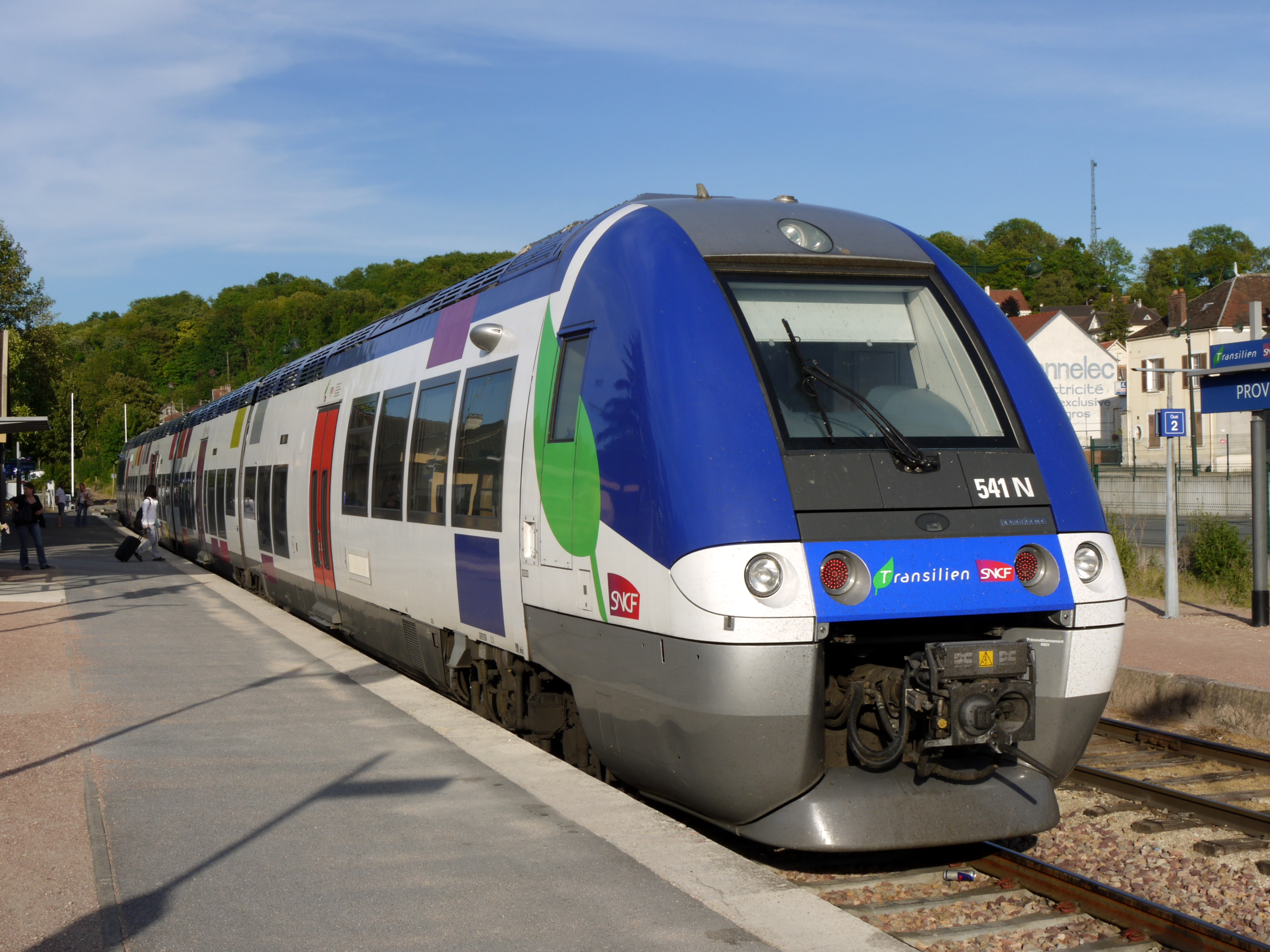
Une des vingt-quatre rames B 82500 dites Bi-Bi en gare de Provins.

Le mécontentement des usagers des lignes à traction autonome de Seine-et-Marne, transportés dans un matériel particulièrement vétuste et soumis aux pannes, a entraîné la commande de vingt-quatre rames Automoteur à grande capacité ou AGC B 82500 dits « Bi-Bi » pour bimode-bicourant. Ce matériel moderne présente la particularité de pouvoir rouler en mode électrique sur les tronçons proches de Paris électrifiés, et en mode autonome au-delà.
Vingt-quatre rames B 82500 (Bi-Bi) ont été commandées pour remplacer les rames inox de banlieue réversibles (RIB) tractées par les anciennes locomotives diesel BB 67400 circulant sur le Transilien P vers Provins et La Ferté-Milon : la ligne de Provins a reçu ses dix-neuf nouvelles rames entre décembre 2007 et août 2008, tandis que la ligne de La Ferté-Milon en a reçu cinq à la mi 2010. Les RIB ayant été rénovées récemment (livrée et aménagement intérieur Transilien), elles sont parties sur la liaison Pontoise – Creil de la ligne Transilien H en remplacement des automotrices Z 6100 circulant depuis 1965.

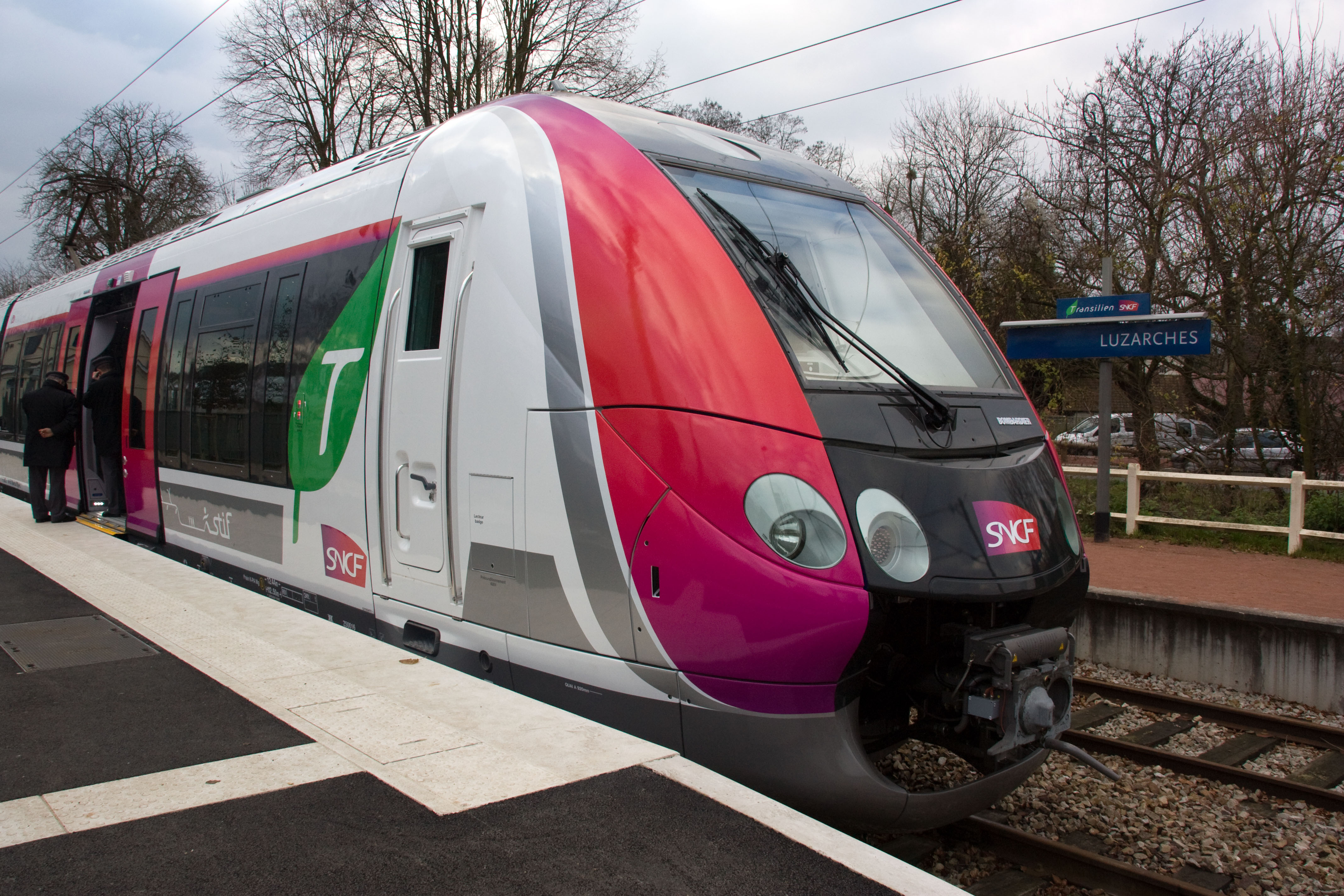
La Z 50000 dite Francilien, marquera une profonde modernisation du matériel roulant à partir de 2010.

Mais au-delà de ces évolutions localisées, c'est un renouvellement complet d'une grande partie du parc qui est prévu, afin de réformer les éléments automoteurs électriques (Z 6100, Z 5300) et les rames tractées inox (RIB), baptisés « p'tits-gris » ou « couscoussières » par les usagers, qui en déplorent la vétusté et le manque de confort malgré les rénovations engagées. Le STIF a ainsi programmé une rénovation du parc, afin d'offrir en 2016 des rames soit récentes, soit totalement rénovées.
Un appel d'offres a été lancé en conséquence pour la commande de 330 éléments automoteurs électriques Z 50000 (Francilien). Le 25 octobre 2006, la SNCF a attribué à la société canadienne Bombardier la première tranche du marché du renouvellement de 40 % de son matériel roulant sur le réseau Transilien. Cette tranche correspond à la livraison de 172 rames automotrices s'étalant entre décembre 2009 et 2015 pour un montant de 1,85 milliard d'euros. Selon les configurations, ces rames pourront proposer jusqu'à 911 places assises. Les premières rames livrées sont affectées à la région de Paris-Nord, Transilien H, afin de réformer en priorité les Z 6100 puis les RIB.

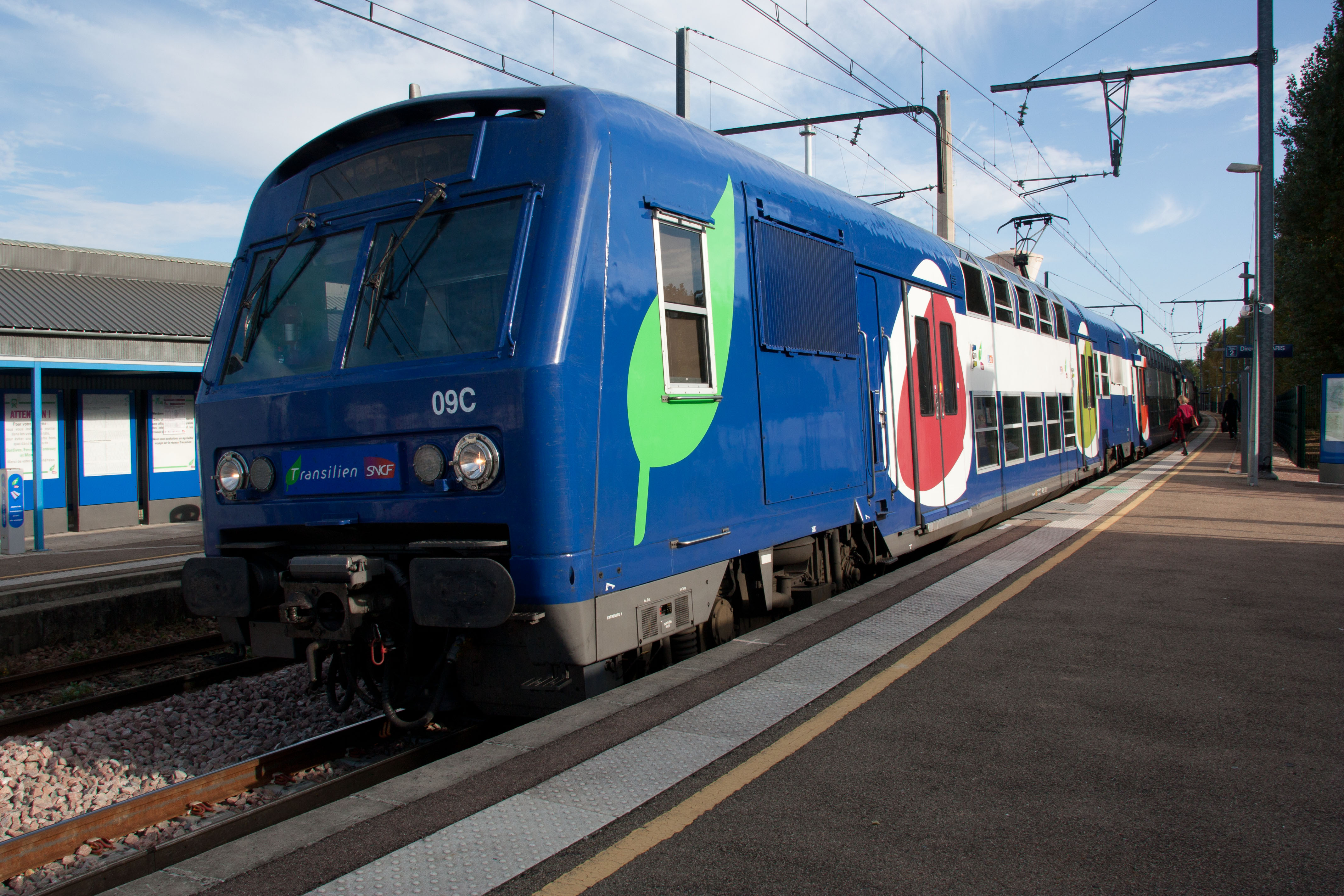
Une rame Z 5600 rénovée en gare de Bagneaux-sur-Loing (Transilien R), en septembre 2011.

Depuis 2007 pour les Z 20500, 2009 pour les Z 5600 et 2010 pour les Z 8800, la SNCF entreprend la rénovation des trains de la famille des Z 2N, celle la plus représentée au sein du parc roulant Transilien.
La rénovation consiste à mettre en place des équipements intérieurs, tels que les sièges avec des repose-pieds incorporés, similaires aux RIB/RIO Transilien, et à les doter d'une livrée quasi identique à celle des dernières Z 20900. Elle consiste aussi en la suppression des strapontins, des cloisons intérieures de la voiture centrale de la rame, qui sépare les anciennes zones première classe/seconde classe. La suppression des sièges de la première classe augmente légèrement la capacité des rames : configuration 3+2 au lieu de 2+2. Contrairement aux précédentes rénovations, les Z 5600, Z 8800 et Z 20500 ne reçoivent ni la climatisation, ni même la ventilation réfrigérée, comme l'aurait souhaité l'essentiel des usagers,.
Depuis octobre 2010, toutes les rames désormais rénovées sont également équipées du SIVE visuel et de caméras de vidéosurveillance. L’équipement de SIVE visuel des rames consiste en un dispositif lumineux affichant le nom des gares et la direction du train. Il est complété par des annonces sonores. Ce dispositif est situé sur le plafond de chacune des deux plates-formes ainsi qu'aux extrémités de chaque étage des voitures de la rame. Les caméras de vidéosurveillance sont disposées au-dessus des portes des voitures et dans les étages des voitures de la rame.

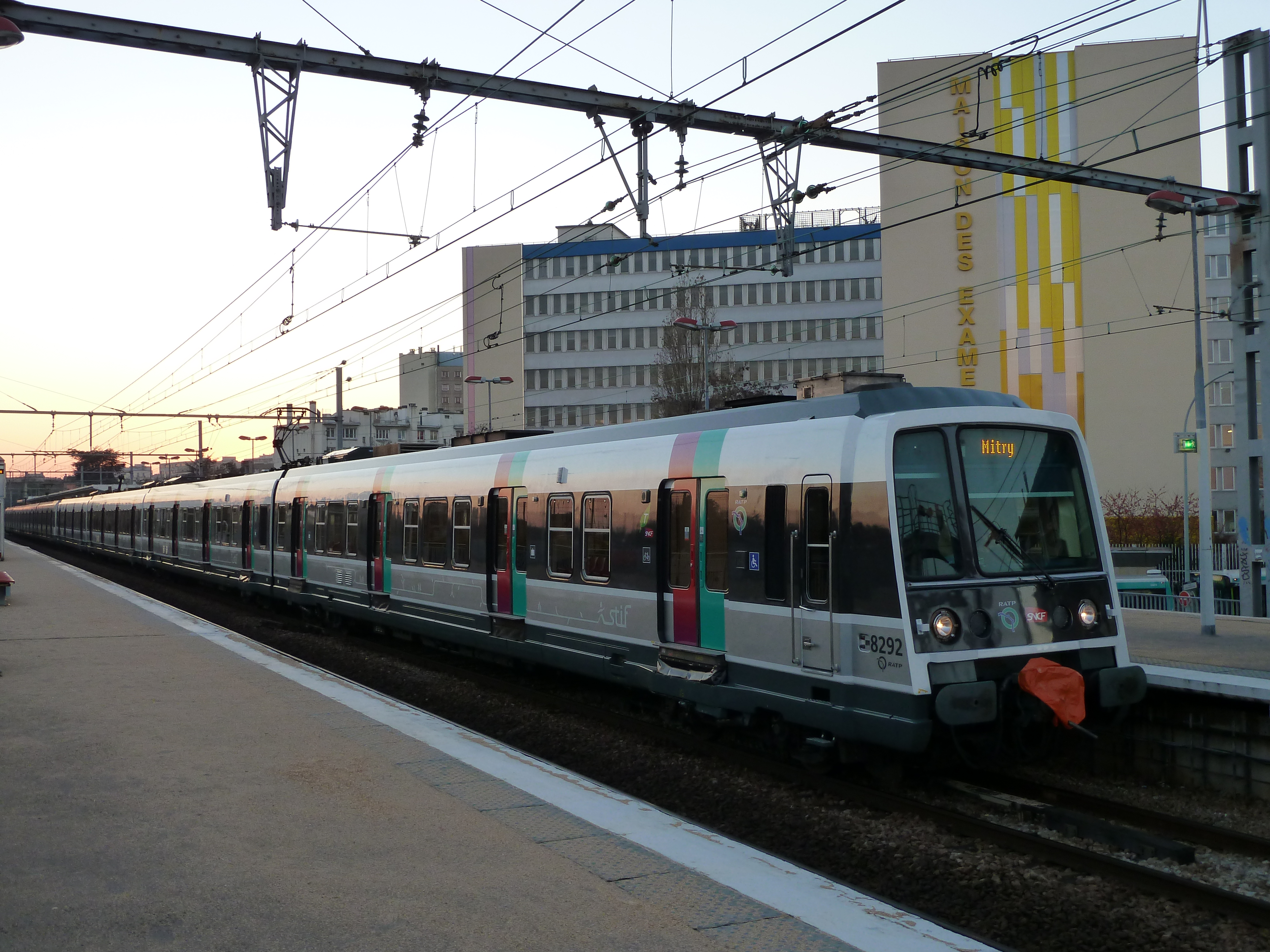
La première rame MI 79 rénovée en gare de Laplace, en décembre 2010.

Depuis décembre 2010, la rénovation des rames MI 79 du RER B est en cours pour un montant de 275 millions d'euros, afin de permettre le remplacement préventif des éléments matériels fatigués mais aussi l'installation des derniers équipements comme la ventilation réfrigérée, le renouvellement du mobilier avec modification de l’agencement (nouveaux sièges, suppression de strapontins, porte-bagages au sol, éclairage renforcé), l'installation des caméras.
Cette rénovation va aussi leur permettre de revêtir une nouvelle livrée estampillée « STIF », dans la continuité de celle choisie pour le Francilien. Les rames auront toutefois une identité propre en raison de l’exploitation mixte RATP/SNCF de la ligne puisque l'on retrouvera les couleurs des deux compagnies sur les portes : vert jade pour la RATP et rouge carmillon pour la SNCF.
La première rame MI 79 rénovée a été inaugurée le 6 décembre 2010 et a été mise en service commercial le 7 décembre.

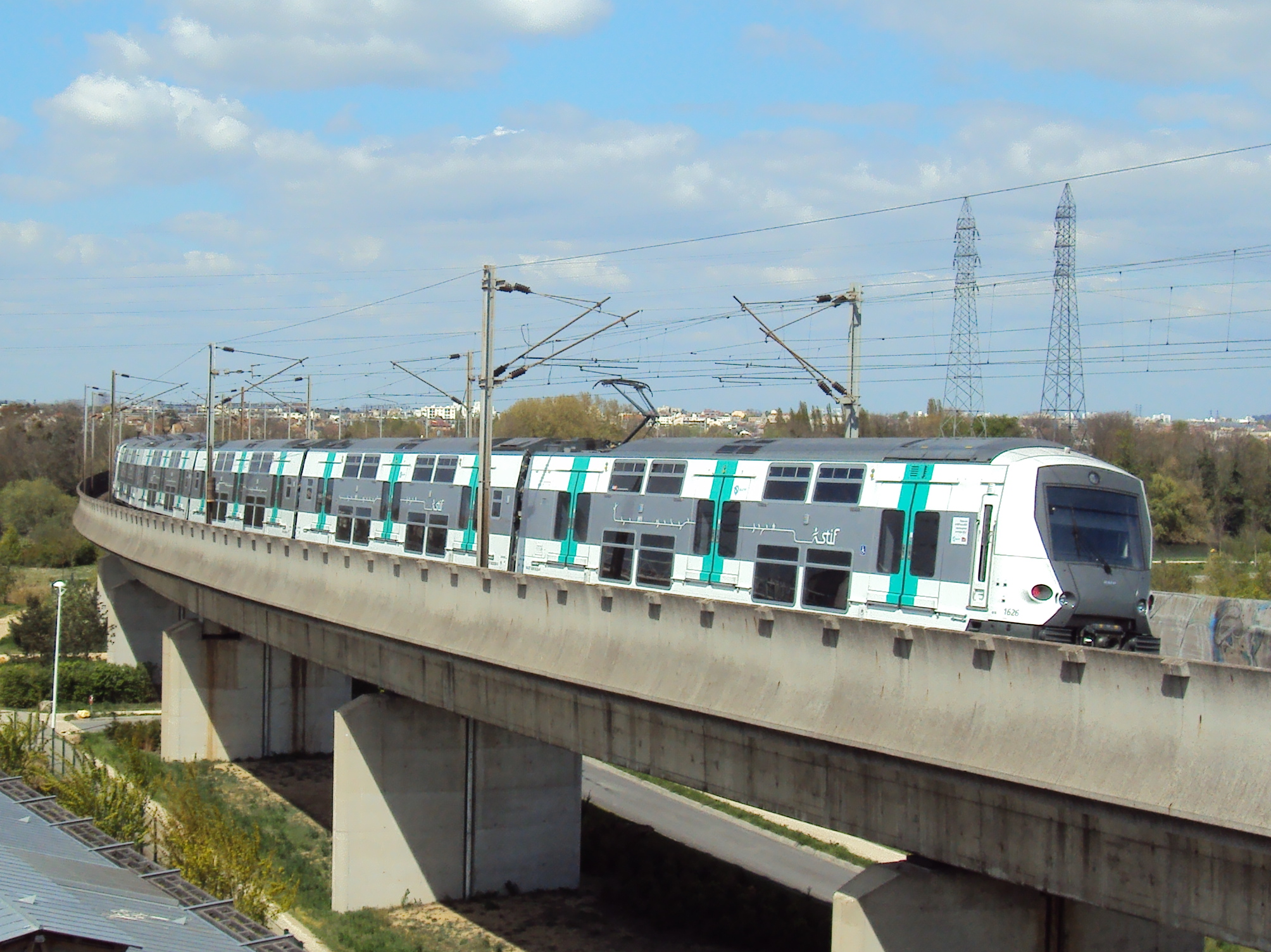
Une rame MI 09 sur le viaduc de Nanterre, en avril 2012.

Depuis 2011 et ce jusqu'en 2017, la RATP réceptionne les cent trente exemplaires du MI 09, version modernisée du MI 2N Altéo.
Ces nouveaux trains bénéficient d'une nouvelle face avant et d'une nouvelle livrée RATP - STIF. Concernant les équipements voyageurs, ils sont dotés d’un système de vidéosurveillance, d'écrans LCD 19 pouces (2 dans chaque compartiment inférieur et supérieur) informant les voyageurs sur leur destination, les dessertes et les correspondances et de la ventilation réfrigérée.
En 2014, les soixante premiers exemplaires seront livrés permettant la formation de trente trains en unités multiples aux heures de pointe, pour un montant total de 917 millions d’euros, dont 2/3 pris en charge par la RATP et 1/3 par le STIF. Livrés à raison de deux rames par mois, ils permettent d'offrir 50 % de capacité supplémentaire par rapport aux MI 84 qu'ils sont chargés de remplacer. La circulation commerciale a débuté le 5 décembre 2011, à La Défense, en présence du président de la République Nicolas Sarkozy,. Le 29 juin 2012, le conseil d'administration de la RATP, par voie de communiqué de presse confirme l'acquisition des soixante rames restantes. En 2017, la ligne A du RER ne sera plus exploitée qu'à l'aide de rames bi-courant à deux niveaux (MI 2N et MI 09), permettant une meilleure souplesse de gestion de la ligne.
Le 11 décembre 2013, le STIF déclare passer commande de 91 nouveaux trains de type Z 50000 (Francilien) et Z 57000 (Regio 2N).
En 2018, le STIF décide d'équiper ses futurs matériels Transilien de la climatisation, certains matériels (RER A et une partie du RER B) étant déjà équipés de ventilation réfrigérée.

#### Parc futur
| Nom     | Lignes                                           |
| ------- | ------------------------------------------------ |
| MI 20   | (RER) · (B)                                      |
| Z 2N-NG | (RER) · (C) · Transilien · Ligne P du Transilien |

### Personnel d'exploitation

#### Conduite des trains

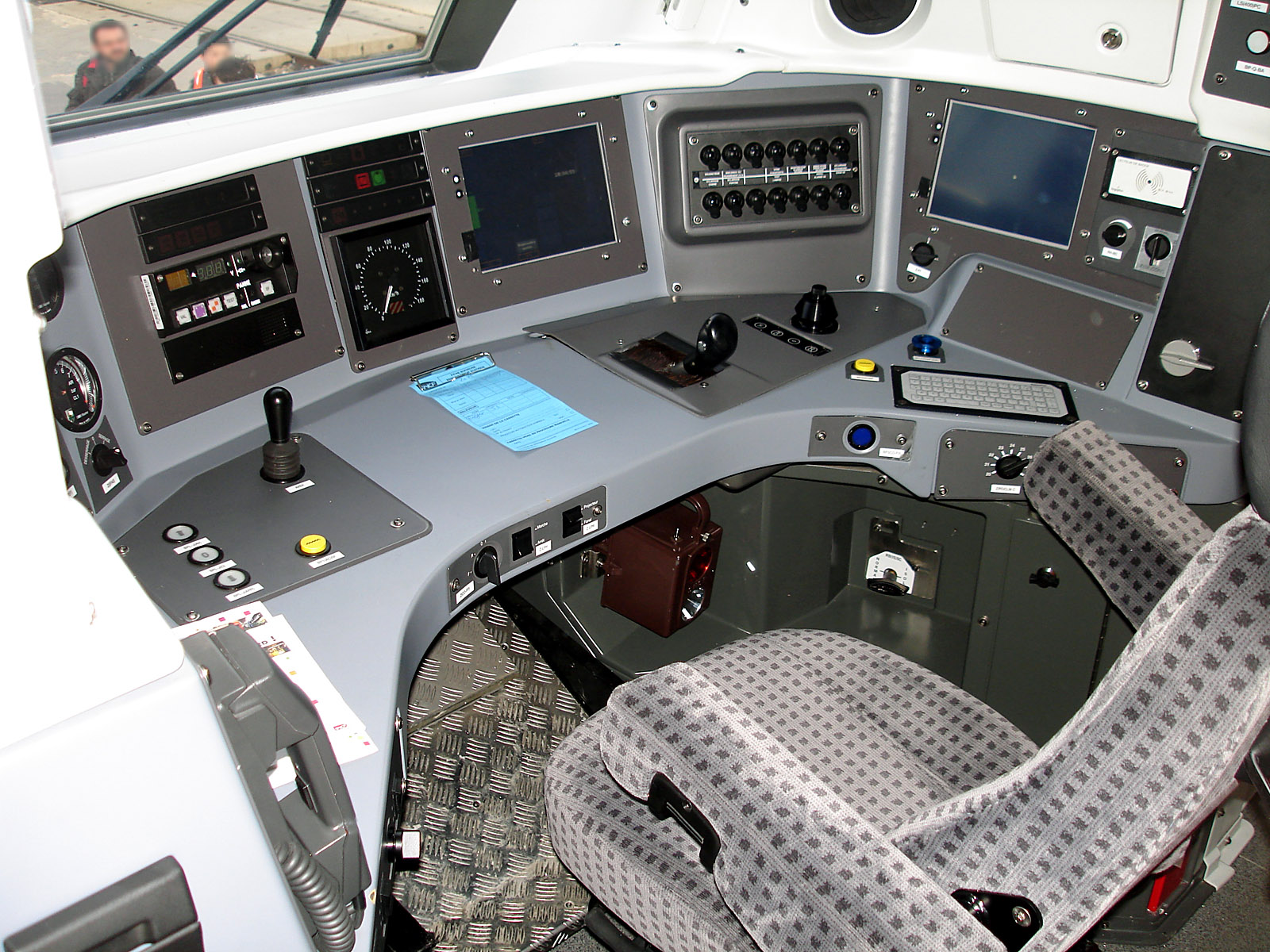
Poste de conduite d'une rame
Z 50000.

La conduite des trains du réseau est assuré par les conducteurs des établissements situés dans les quatre régions SNCF participant à l'exploitation des lignes du Transilien. Les agents de conduite ne sont pas forcément uniquement habilités à conduire sur une ligne Transilien. Ils peuvent effectuer plusieurs types de missions différentes, pouvant passer d'un Transilien à un RER, voire à une ligne Intercités, par exemple.

#### Gestion des lignes
La gestion opérationnelle des lignes Transilien est assurée par les agents des « centres opérationnels Transilien » (COT). Le COT a pour objectif d'assurer l'exécution du plan de transport de la ligne RER, en prenant si nécessaire les mesures visant à optimiser la gestion des moyens tant en matériel (trains) qu'en personnel (agents de conduite…), que ce soit en situation normale comme en situation perturbée. Le plan de transport exprime les souhaits exprimés par le STIF, l'autorité organisatrice des transports en Île-de-France en termes d'horaires, de dessertes des trains… et détermine entre autres la composition des trains (train court ou long).
Le COT gère également les perturbations qu'elles soient d'origine interne à la SNCF (train en panne, train avarié…) ou d'origine externe (tirages de signaux d'alarme abusifs, vandalisme, agression, obstruction de la fermeture des portes, intempéries, accident de personne…), quitte à adapter le plan de transport afin de permettre un retour à la normale du trafic, le plus rapidement possible et dans les meilleures conditions, en supprimant le minimum de trains et
en tentant de réduire les retards. De ce fait, il est également chargé de communiquer à la clientèle, les informations concernant l'état du trafic et, si nécessaire, ses conséquences sur le plan de transport (trains retardés, supprimés, mise en place de bus de remplacement), afin de pouvoir lui offrir la meilleure qualité de service possible.
En effet, dans le cas où la situation est perturbée, les gestionnaires du plan de transport et de l'information ou GTI prennent des décisions afin d'éviter au maximum des conséquences en cascade sur la régularité. Dans le cas contraire, un retard aurait tendance à s'amplifier et perturber plus fortement encore l’ensemble de la ligne. À cette fin, les agents sont assistés par un logiciel dénommé ECLER (Exploitation Commerciale d’une Ligne En temps Réel) qui affiche le suivi en temps réel des trains de chaque ligne, leur position précise et leur écart horaire. Il permet d'élaborer plus rapidement un nouveau plan de transport d’urgence en fonction des contraintes d’exploitation résultant de l’incident (voies bloquées, roulement des rames et des conducteurs…).

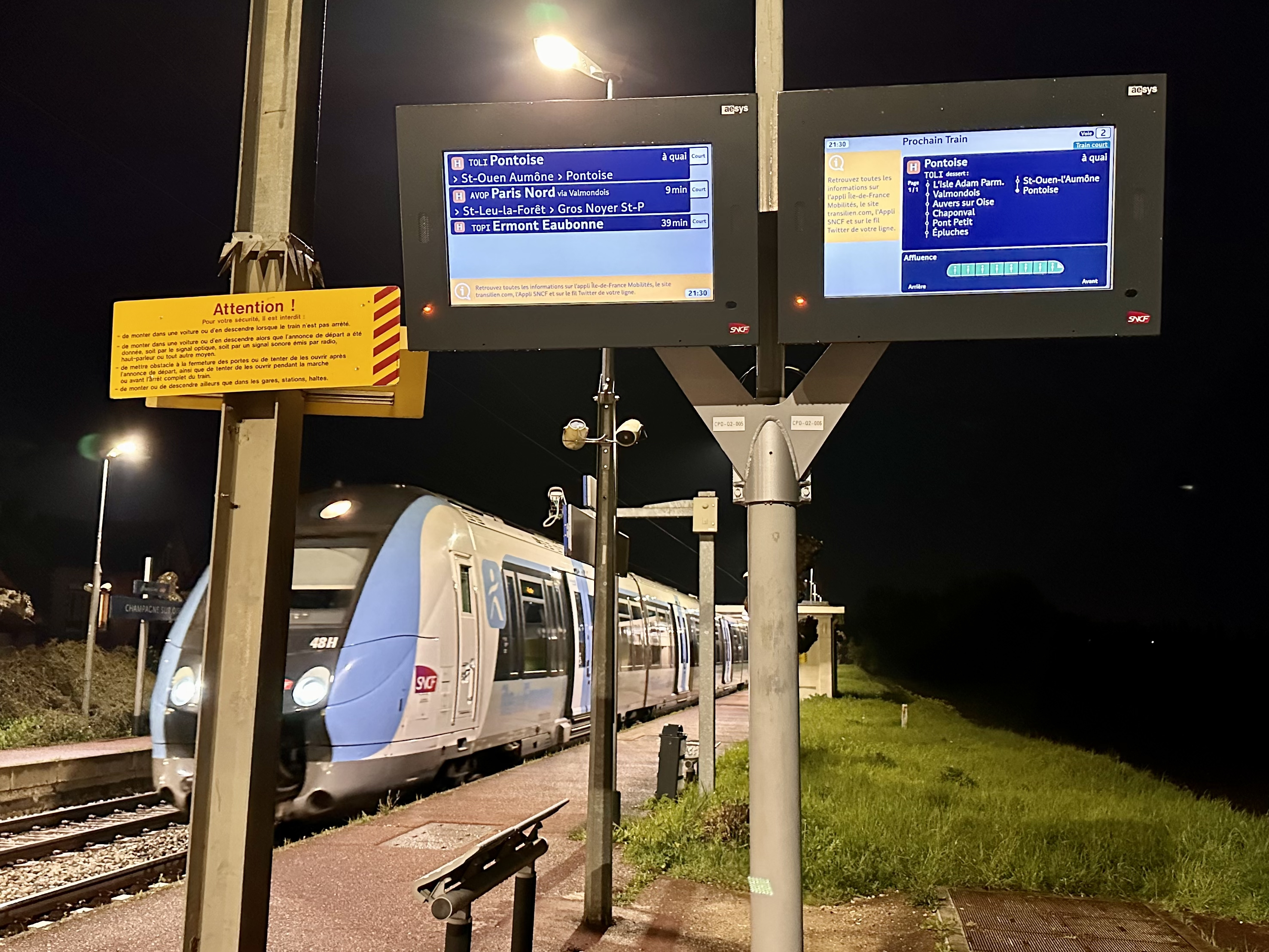
Écrans IENA en gare de Champagne-sur-Oise, en avril 2023.

En fonction des décisions, les gestionnaires de l'information voyageurs ou GIV agissent sur les informations des écrans IENA installés sur les quais des gares de la ligne. Le point d'information voyageurs Île-de-France (PIVIF) modifie alors le télé-affichage, et peut également au besoin diffuser des annonces sonores en gare, à bord de certains trains via le SIVE, ou encore sur les sites internet et applications mobile.

#### Gestion des circulations
La circulation des trains proprement dite est gérée par les régulateurs des « centres opérationnels de gestion des circulations » (COGC). Ces derniers contrôlent des secteurs de circulation et des postes d'aiguillage, de technologie très variée, du poste mécanique des années 1930 au poste d'aiguillage à relais à commande informatique (PRCI). Ils dépendent de SNCF Réseau, le gestionnaire d'infrastructure (GI), et sont chargés de l'exploitation de l'ensemble des circulations ferroviaires qu'elles soient SNCF (TER, Transilien, Fret…) ou d'autres entreprises ferroviaires, tout en garantissant un accès équitable à toutes ces activités et entreprises.

### Confort et sécurité des usagers
Le confort des lignes est favorisé par l'arrivée depuis 2000 de rames plus modernes dont les Z 50000 qui disposent notamment d'un meilleur confort thermique et de la climatisation,. Île-de-France Mobilités renforce également l'installation de toilettes dans les gares, pour que 200 d'entre elles en disposent. La voiture de queue des trains Paris/Château-Thierry sur la ligne P est monopolisée par des fumeurs, forçant les autres voyageurs qui cherchent à éviter le « wagon fumeur » et s’entassent dans le reste du train, déjà bondé, ralentissant les échanges en gare. Malgré plusieurs opérations de contrôle depuis 2015, le phénomène n'était toujours pas jugulé en 2019. Il se retrouve de manière moins accentuée sur les lignes J et R.
Les lignes Transilien ont la réputation d'une certaine insécurité, avec la peur de subir un vol ou une agression, notamment en soirée et en fin de parcours. Si 38 % des passagers déclarent avoir des craintes, seuls 5,9 % des Franciliens déclarent en 2017 avoir subi un vol ou une agression dans les transports en commun au cours des trois dernières années. La vidéo-protection qui couvre désormais une grande partie du réseau et la Sûreté ferroviaire patrouille, notamment en soirée.

### Tarification et financement

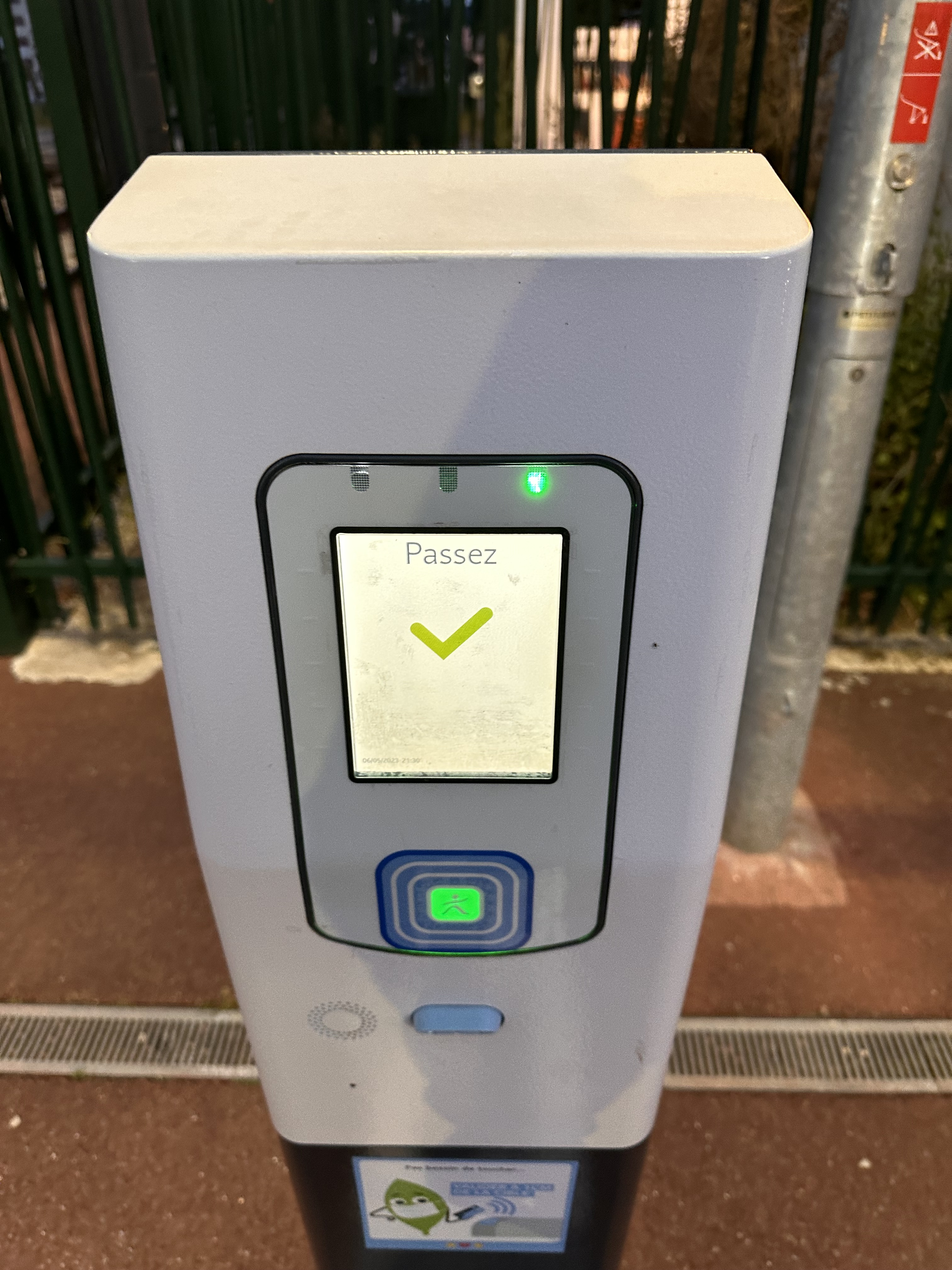
Valideur de tickets et de Navigo.

Depuis le 1er janvier 2025, le ticket « métro-train-RER » à 2,50 € remplace les tickets t+ et origine-destination et permet d'utiliser indifféremment le métro, le RER et le Transilien sans restriction de distance à l'exception de l'accès aux aéroports qui nécessitent le ticket « Aéroport » unique à 13 €. Pour les tramways, le billet à 2 € valable uniquement dans les bus et les tramways s'appliquera sur l'ensemble des lignes, T11 à T13 comprises.
Le prix d'un billet origine-destination variait en fonction de la distance et était plafonné à 5€ maximum depuis mars 2022, à l'exception d'une origine ou une destination comprenant un aéroport. Il pouvait s'acheter au détail ou en carnet. Un carnet de dix billets permettait une économie de 20 % par rapport au prix du billet à l'unité, à plein tarif ou à demi-tarif.
Le financement du fonctionnement du réseau (entretien, matériel et charges de personnel) est assuré par SNCF Voyageurs. Cependant, les tarifs des billets et abonnements dont le montant est limité par décision politique ne couvrent pas les frais réels de transport. Le manque à gagner est compensé par l'autorité organisatrice, Île-de-France Mobilités, présidée depuis 2005 par le président du Conseil régional d'Île-de-France et composé d'élus locaux. Elle définit les conditions générales d'exploitation ainsi que la durée et la fréquence des services. L'équilibre financier du fonctionnement est assuré par une dotation globale annuelle aux transporteurs de la région grâce au versement mobilité payé par les entreprises et aux contributions des collectivités publiques.

### Relation contractuelle
Un contrat est passé entre SNCF Mobilités et le STIF pour la période 2016-2019. Celui-ci comporte de nombreux objectifs, relatifs à la réalisation de l'offre ferroviaire, la ponctualité et à l'information des voyageurs, notamment lorsque la situation est perturbée. Des obligations tenant à la qualité de service figurent également dans le contrat. Elles concernent « le développement des services d'information voyageur », les espaces des gares (« ambiance, accueil, entretien, accessibilité »). Par ailleurs, des objectifs spécifiques sont également établis pour les personnes à mobilité réduite, avec deux axes prioritaires : les services dédiés à cette clientèle et des investissements matériels visant à favoriser l'accessibilité.
Le contrat actuel prévoit des incitations à « la performance sociale et environnementale ». Ainsi, les technicentres actuellement certifiés par la norme ISO 14001 devront prendre en compte une évolution de cette norme. Un système de bonus-malus annuel est ainsi prévu pour chaque atelier certifié aux nouvelles normes. D'autres objectifs qualitatifs sont inscrits dans le contrat. Ceux-ci portent sur la maîtrise des consommations, avec la mise en place d'éclairage par LED en remplacement des éclairages actuels, l'installation de compteurs embarqués à bord des trains ainsi que l'arrêt des produits phytosanitaires à l'échéance du contrat.
Ces objectifs font l'objet d'une évaluation régulière, au travers des bulletins de la ponctualité et des bulletins d'information trimestriels édités par le STIF. Les bulletins d'information trimestriels mesurent la qualité de service exprimée en fonction de la ponctualité, d'une part, et des enquêtes de perception réalisées par le STIF d'autre part. Ces enquêtes de perception regroupent des indicateurs variés comme l'information en situation perturbée, le délai d'assistance des voyageurs par un agent en gare, la propreté des véhicules ou la disponibilité des ascenseurs et des escaliers mécaniques. Comme pour la ponctualité, tous les indicateurs sont visés par l'objectif contractuel prédéfini entre SNCF et STIF. Un système de bonus, bonus progressif ou malus permet ensuite au STIF d'apprécier les résultats du transporteur.
En ce qui concerne la ponctualité stricto sensu, les bulletins sont publiés tous les mois sur le site internet du STIF, dans un format interactif.
Un portail dédié aux données ouvertes permet également de s'informer sur d'autres « jeux de données »,.

### Trafic
Le réseau Transilien a transporté 502 millions de voyageurs lors de sa création en 1999, 615 millions en 2004 et 696 millions en 2008. Des données précises par ligne, type de journée, gare ou tranche horaire sont également disponibles en open data.

### Entretien
Chaque année, les intervenants du réseau que sont Île-de-France Mobilités, la région Île-de-France, la RATP, SNCF Voyageurs et SNCF Réseau investissent plusieurs centaines de millions d'euros dans la rénovation du réseau. En 2013, près de 800 millions d'euros ont été investis dont 200 millions durant les deux mois d'été au cours desquels 55 km de rails ont été changés.

## Service commercial
Afin d'informer les voyageurs, les lignes du réseau disposent de plusieurs canaux de communication tels que les blogs ou le magazine des lignes distribué tous les mois.
À ces médias, on peut également ajouter le « Panel Transilien » créé en 2017. Ce panel permet à SNCF de recueillir les avis des voyageurs sur l'information qu'ils reçoivent.

## Projets de développement

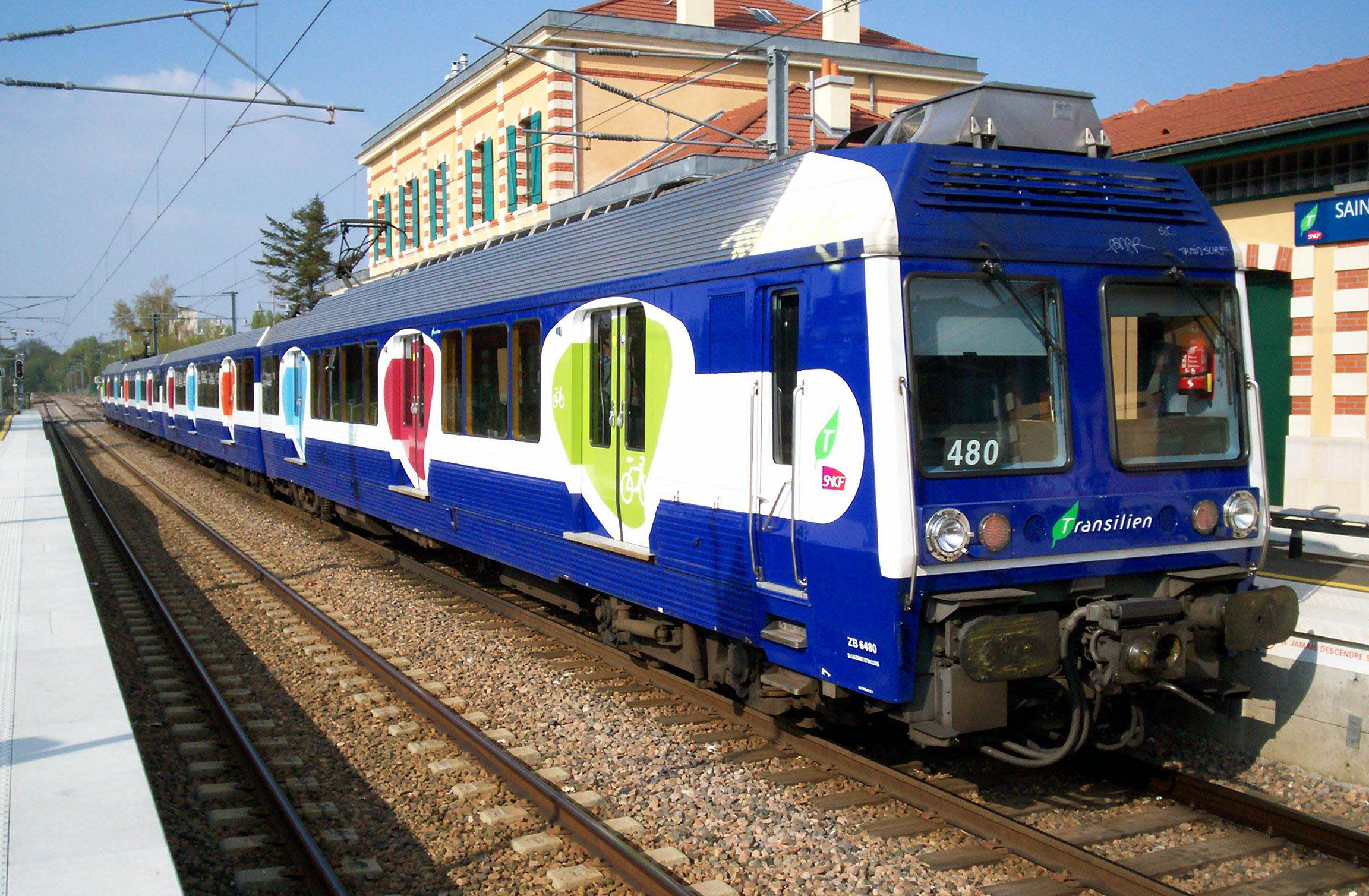
La Grande ceinture Ouest, amorce du Tramway T13.

La progression constante du trafic apporte une saturation des lignes radiales vers Paris, dont certaines doivent assumer des types de trafic divers, desserte de banlieue, TER, grandes lignes, fret, posant des problèmes aigus de cohabitation. Outre des augmentations de capacité de ces radiales, coûteuses et peu aisées à mettre en œuvre dans un milieu urbain dense, la création de lignes transversales, dites tangentielles, apparaît comme une solution pour désengorger le centre de l'agglomération et les grandes gares parisiennes. La croissance démographique de la grande couronne et la part élevée de l'automobile dans les transports de banlieue à banlieue confirment ces orientations.

### Réouverture de la Grande Ceinture
La SNCF propose la réouverture de la ligne de Grande Ceinture afin d'assurer des liaisons sans passer par Paris. Un premier maillon est ouvert en 2003 dans les Yvelines, la Grande ceinture Ouest, mais cette courte ligne issue d'un projet tronqué ne reliant pas de gares ou pôles importants reste depuis peu fréquentée. C'est pourquoi, elle est en 2022 convertie en tram-train et prolongée de part et d'autre pour desservir les gares ou pôles importants qui lui font défaut, afin de devenir la ligne 13 du tramway d'Île-de-France. En 2023, la ligne 12 du tramway est mise en service ; elle remplace partiellement, de Massy - Palaiseau à Épinay-sur-Orge, la branche C8 du RER C. Le reste de la branche (Massy - Palaiseau – Versailles-Chantiers) est détaché et transformé, en attendant son intégration à la ligne 12, en la ligne V du Transilien. D'autres projets sont à l'étude.

### Causes d'irrégularité liées à l'infrastructure
En juillet 2010, RFF annonce un plan de quatre milliards d'euros, destinés à faire diminuer de 30 %, d'ici 2012, les causes d'irrégularité liées à l'infrastructure. Ce plan se répartit entre deux milliards d'euros destinés au fonctionnement et à l'entretien du réseau, et deux autres milliards d'investissement dont la moitié consacrée à la fiabilisation du réseau. En outre, le gestionnaire du réseau ferré évoque à terme une modernisation profonde de son réseau sur quinze à vingt ans, fondée sur le déploiement de la commande centralisée du réseau (CCR), le projet « NExT » (nouveau système d'exploitation des trains) pour l'optimisation des circulations, et une politique de décroisement des circulations, qui consiste à dédier une voie par type de train (directs ou omnibus) et en une généralisation des circulations omnibus à courte et moyenne distance, dite « mode métro ».
En 2012, la forte hausse des suicides sur le réseau ferroviaire français, avec 30 % de cas en plus par rapport à la moyenne des années précédentes, a un fort impact sur la régularité du trafic et pose un nouveau défi à l'exploitant. Cela représente deux cas par jour en moyenne en octobre 2012, dont la moitié a lieu en Île-de-France. Ainsi, 400 accidents graves de personnes ont été recensés dans la région de janvier à novembre 2012, dont 82 % sont des suicides présumés ; ils ont touché la circulation de 1 603 trains, ont provoqué 253 suppressions et 56 621 minutes de retard, soit plus de 943 heures cumulées. La même année, il se passait en moyenne 2 h 27 entre l'accident et la reprise du trafic.

### Création de la ligne S du Transilien
Une ligne S est prévue en 2024 pour relier Paris-Gare-de-Lyon à Malesherbes en passant par le val de Seine.
Ce projet a pour but de rétablir la liaison directe entre Paris et les gares intermédiaires entre Viry-Châtillon et Corbeil-Essonnes sur la branche Malesherbes.